# Canari (Haute-Corse)
Pour les articles homonymes, voir Canari (homonymie).
Canari est une commune française située dans la circonscription départementale de la Haute-Corse et le territoire de la collectivité de Corse. Elle appartient à l'ancienne piève de Canari dont elle était le chef-lieu, dans le cap Corse.

## Géographie

### Situation

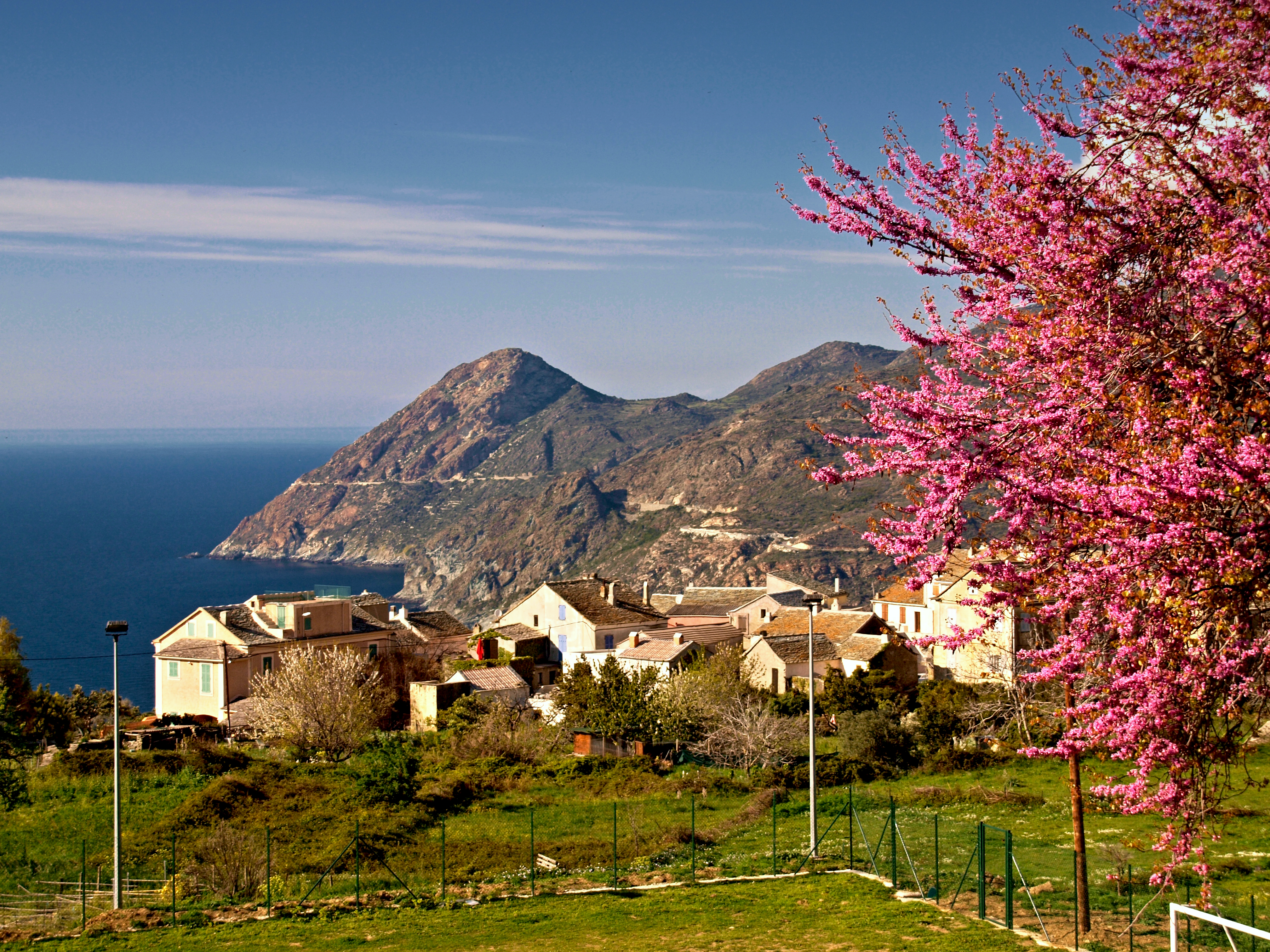
Vue sur le hameau de Chine et du Monte Minerviu.

Canari est une commune de la côte occidentale du Cap Corse, du canton du Cap Corse, l'une des dix-huit communes regroupées au sein de la communauté de communes du Cap Corse. Au Moyen Âge, Canari était un siège seigneurial.
Communes limitrophes

### Géologie et relief
Géologiquement, comme dans tout le Cap Corse, le sol est constitué un bloc de schistes lustrés édifié au tertiaire lors de la surrection des Alpes sur un socle hercynien. Chaque vallée est comme une alvéole, aux bords raides, ouvert sur la mer mais fermé vers l'amont car adossé à la chaîne axiale dont les principaux sommets sont Cima di e Follicie / L'Albucciu (1 324 m), le Monte Stello (1 306 m), et le monte Capra (1 206 m).
Canari occupe la moitié méridionale de l'alvéole du bassin versant du ruisseau de Piaggia. Avec le ruisseau de Furcone son principal affluent, ces cours d'eau partagent l'alvéole en deux : au nord la commune de Barrettali et au sud celle de Canari.
Son territoire est compris entre les lits des ruisseaux de Piaggia/ruisseau de Furcone au nord, et une ligne de crête au sud. Il est accroché à l'est à la Serra, qui est la chaîne montagneuse dorsale de la péninsule du cap Corse, entre la bocca di a Serra (1 007 m) et la cime du Monte Prato (1 282 m, « à cheval » sur Pietracorbara, Sisco, Ogliastro et Canari). Il est ouvert à l'ouest sur la mer Méditerranée, et offre des paysages dans lesquels schistes friables et ophiolites très résistantes s'opposent, créant des reliefs aigus et abrupts. Il comprend le vallon du Renaju à l'ouest, soit près de la moitié du bassin versant (18 km2) du fiume di Giotta (Barrettali), et ceux de Vecchia et de Filettellu au sud, tous dominés par le Monte Cucaru (933 m).
À l'extrémité méridionale du territoire, la commune possède une zone importante de gisement d'amiante. Mais l'exploitation de ce minerai a dû cesser à cause de pollution.
Limites territoriales
Son territoire est délimité au nord-nord-est par le ruisseau de Furcone (affluent du fiume di Giotta) qui le sépare de Barrettali et prend sa source sous le col de la bocca di a Serra (1 007 m), la ligne de crête partant de ce col et passant par la cime de Monte Prato (1 282 m - Ogliastro), la cime de Codoli (1 260 m) -le point le plus haut de la commune (1 268 m) se situant entre ces deux sommets, le Pinzu di Mezzu (799 m), la Pietra Negra (645 m), l'ancienne carrière d'amiante pour rejoindre la mer à la punta Bianca.
Façade maritime
Sa façade maritime, comprise entre l'embouchure du ruisseau de Piaggia au nord et la punta Bianca (au nord d'Albo (Ogliastro) au sud, est une côte déchiquetée, inhospitalière, où les flancs de la montagne plongent directement dans la mer en pente raide. La partie comprise entre la Marine de Canelle et Punta Bianca est en grande partie comblée par les rejets d'exploitation de l'ancienne usine d'amiante d'Abro.

### Hydrographie
Les principaux cours d'eau sont le ruisseau de Piaggia (fiume di Giotta) et le ruisseau de Furcone sur lequel autrefois avaient été construits quatre moulins (E muline di Pendente et E Muline di Guaduo Cinto). Le ruisseau de Valdu Vecchiu est le principal affluent du ruisseau de Furcone.
D'autre part, le territoire est arrosé par plusieurs petits cours d'eau qui prennent tous naissance sur la commune et se jettent directement à la mer. Du nord au sud, appelés fiume, ils sont : fiume San Erasmo, fiume Fucinaiu, fiume Venatellu et fiume di Conca qui traversent le village, et fiume di Santa Catalina.

### Climat et végétation
La végétation est celle de climat méditerranéen maritime sur le littoral et les vallées, et de climat méditerranéen de montagne sur les hauteurs, avec ici l'absence d'un manteau forestier. Elle est balayée par le libeccio, vent dominant violent, sec et soufflant du sud-ouest, sculptant le bas maquis en bordure de mer. Les traînes de mistral, vent sec, froid et violent également, arrivent du nord-ouest pour souffler le littoral, plus particulièrement à l'extrémité du Cap.
On notera sur le littoral l'importante présence d'agaves et d'oponces plus communément appelés figuiers de Barbarie.
Le paysage souvent mis à nu par les incendies, présente d'incalculables murs de pierre édifiés jusqu'au bord de mer. Faute de zones planes, au début du XIXe siècle les habitants avaient construit ces nombreux murs en pierre sèche pour soutenir la terre végétale et disposer ainsi de planches de terrain, de terrasses (trasti) destinées aux cultures du cédrat, de la vigne et d'autres denrées qui ont fait la prospérité de la commune et du cap. Les marines de Scala et de Cannelle étaient alors très actives.

### Voies de communication et transports

#### Accès routiers
La route D 80, ancienne route nationale 198 de Saint-Florent à Bonifacio comme encore portée sur les cartes cadastrales de Géoportail, fait le tour du cap Corse. Elle traverse, telle une « grande corniche » (ainsi appelée localement), la commune à plus de 100 m d'altitude moyenne en longeant la côte. Elle traverse le hameau de Marinca (en fait composé de deux hameaux Marinca sous la route et Marcacce au-dessus de la route) qui se trouve à l'ouest du village de Canari, 180 mètres plus haut et qui est desservi par la route D 33.
La D 33 dite « petite corniche » qui double pour ainsi dire la « grande corniche », démarre de la Marine de Canelle. Elle emprunte sur une courte section la D 80 à Abro, puis monte et traverse le hameau de Vignale au nord du village, passe au village de Barrettali et à son hameau Minerviu avant de rejoindre la D 80 à Pino. Pour se rendre au village même, il faut emprunter une route dont l'intersection avec la D 33 se situe entre Vignale et Chine.
De la D 80 une petite route étroite et sinueuse, descend à la Marine de Scala.

#### Transports
Canari est éloigné de tous transports publics de voyageurs.
Le plus proche réseau d'autobus se trouve à Saint-Florent, distant de 32 km, qui est desservi par une ligne régulière Bastia - Saint-Florent de l'entreprise "Autocars Santini", tous les jours de l'année sauf les dimanches et jours fériés. De Saint-Florent les autobus de la même entreprise permettent un aller-retour sur L'Île-Rousse pendant les mois de juillet et d'août.
Le village est distant par route, de 35 km du port de commerce de Bastia, de 33 km de la gare des CFC de Bastia et de 49 km de l'aéroport de Bastia-Poretta, qui sont les plus proches.

## Urbanisme

### Typologie
Au 1er janvier 2024, Canari est catégorisée commune rurale à habitat dispersé, selon la nouvelle grille communale de densité à sept niveaux définie par l'Insee en 2022.
Elle est située hors unité urbaine. Par ailleurs la commune fait partie de l'aire d'attraction de Bastia, dont elle est une commune de la couronne,. Cette aire, qui regroupe 93 communes, est catégorisée dans les aires de 50 000 à moins de 200 000 habitants,.
La commune, bordée par la mer Méditerranée, est également une commune littorale au sens de la loi du 3 janvier 1986, dite loi littoral. Des dispositions spécifiques d’urbanisme s’y appliquent dès lors afin de préserver les espaces naturels, les sites, les paysages et l’équilibre écologique du littoral, tel le principe d'inconstructibilité, en dehors des espaces urbanisés, sur la bande littorale des 100 mètres, ou plus si le plan local d’urbanisme le prévoit.

### Occupation des sols
L'occupation des sols de la commune, telle qu'elle ressort de la base de données européenne d’occupation biophysique des sols Corine Land Cover (CLC), est marquée par l'importance des forêts et milieux semi-naturels (96,2 % en 2018), une proportion sensiblement équivalente à celle de 1990 (94,7 %). La répartition détaillée en 2018 est la suivante :
milieux à végétation arbustive et/ou herbacée (48,3 %), forêts (26,5 %), espaces ouverts, sans ou avec peu de végétation (21,4 %), zones urbanisées (2,3 %), eaux maritimes (1 %), zones agricoles hétérogènes (0,6 %). L'évolution de l’occupation des sols de la commune et de ses infrastructures peut être observée sur les différentes représentations cartographiques du territoire : la carte de Cassini (XVIIIe siècle), la carte d'état-major (1820-1866) et les cartes ou photos aériennes de l'IGN pour la période actuelle (1950 à aujourd'hui).

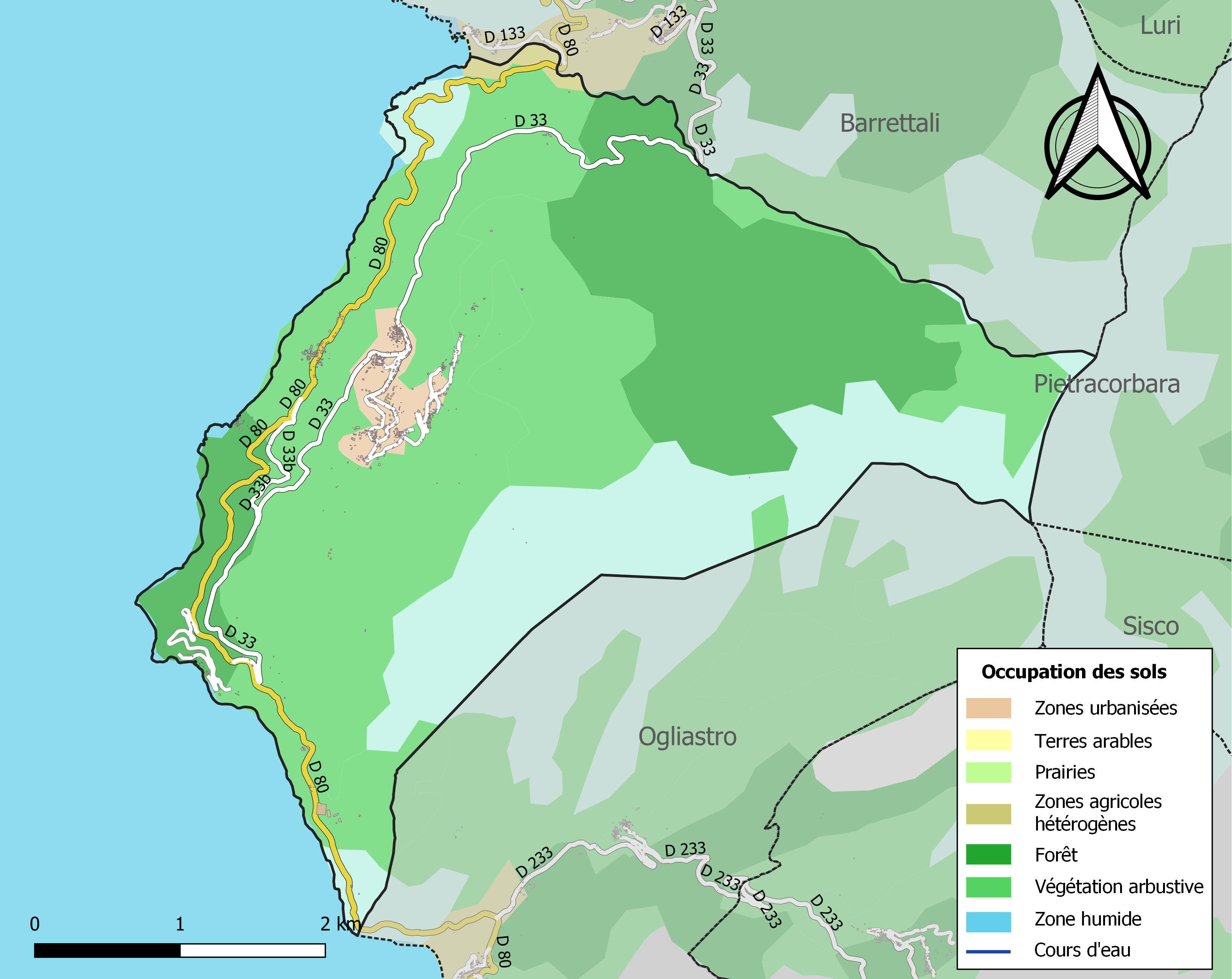
Carte des infrastructures et de l'occupation des sols de la commune en 2018 (CLC).

### Hameau de Pieve
Pieve est le hameau principal et central de Canari. Il offre aux visiteurs une architecture relativement bien conservée dans un paysage vert, où micocouliers et arbres de Judée abondent, agrémenté d'un jardin public fleuri dans lequel se trouve le monument aux morts. Autour de celui-ci ont été aménagés des espaces de loisirs : un boulodrome, une aire de jeux d'enfants, et en face, en contrebas de la route, un terrain de football.
Depuis la place du Campanile, ornée de palmiers et où se trouvent la mairie (Casa cumuna), le centre culturel et le bureau de La Poste, la vue est remarquable sur le golfe de Saint-Florent, les Agriates jusqu'à la presqu'île de la Revellata (Calvi).
Sur cette place, trône le campanile, construit au XVIIe siècle à 305 m d'altitude : Haut de 15 mètres sur 4,70 m avec des murs de 1,15 m d'épaisseur en pierres blanches. Il est vu de très très loin et sert d'Amer pour les marins.
Lors de l'aménagement de la place, des travaux ont permis lors d'une fouille, la découverte près du clocher de l'abside d'une église préromane.
Pieve recèle deux édifices religieux remarquables, proches l'un de l'autre : l'église conventuelle San Francescu du XVe siècle qui appartenait à l'ancien couvent de Canari, et l'église Santa Maria Assunta du XIIe siècle, remaniée au XVIIIe siècle.

### Hameau de Vignale

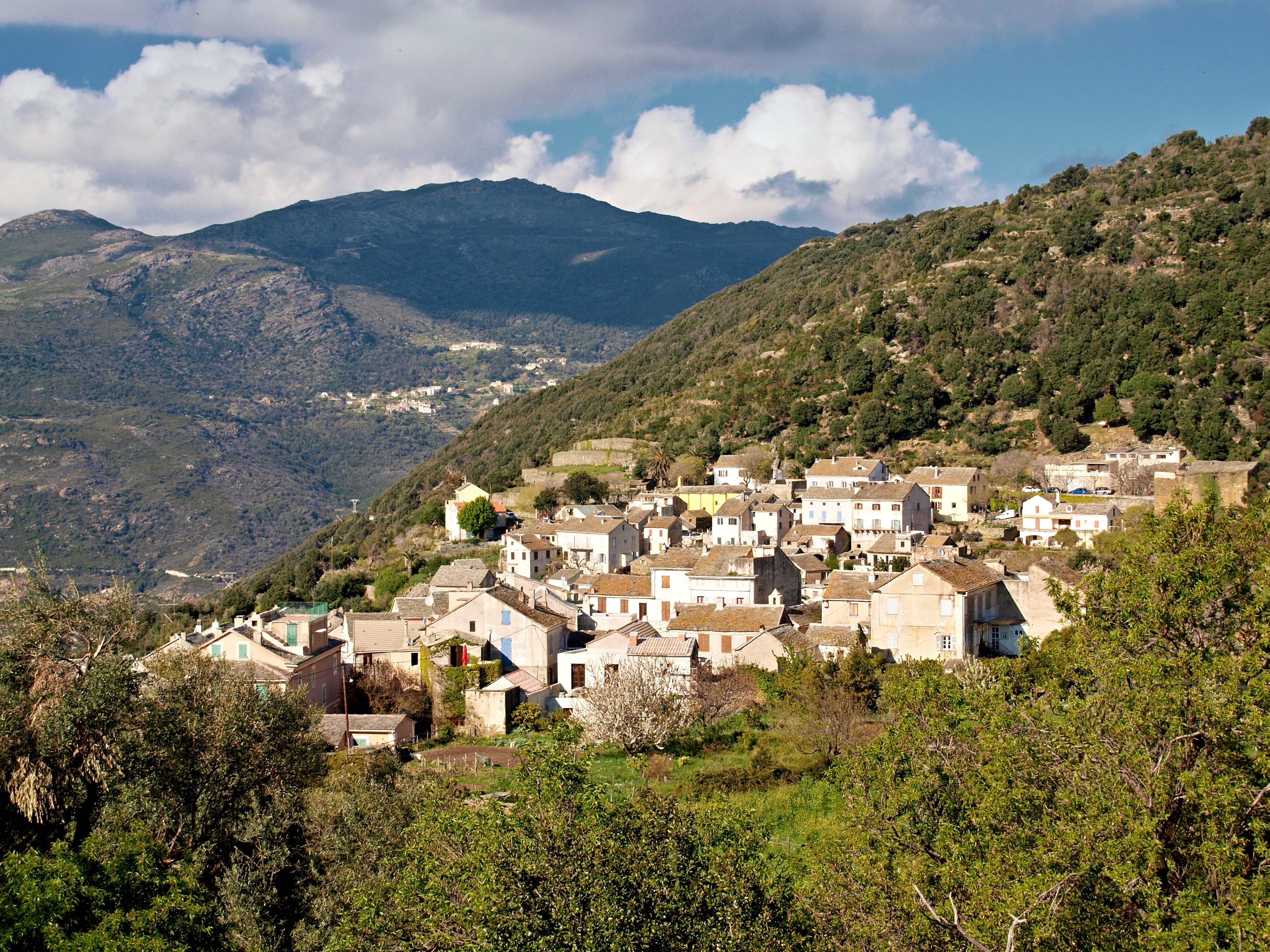
Hameau de Vignale.

Vignale est l'un des plus gros hameaux de Canari. Il est situé au nord du village. Son nom dérive du latin vineola qui signifie « petit vignoble ». S'y trouve la chapelle Santa Maria Annunziata.

### Hameau de Chine
Chine (ou Chini ou Echine) est un vieux hameau dont les maisons sont bien groupées autour de sa chapelle Saint Jean Baptiste. La tour carrée qui dominait le hameau a totalement disparue. A Fabrica et Pianu sont ses deux quartiers situés à l'est. À Pianu, se trouve la chapelle de la confrérie Santa Croce.

### Hameau de Piazze
Piazze, un peu au sud de Pieve, recèle un château à trois tours crénelées. Il s'agit du château des Cenci, édifié au XVIIe siècle à l'emplacement même d'un précédent château qui avait été rasé en 1554 par la république de Gênes.

### Hameau de Marinca

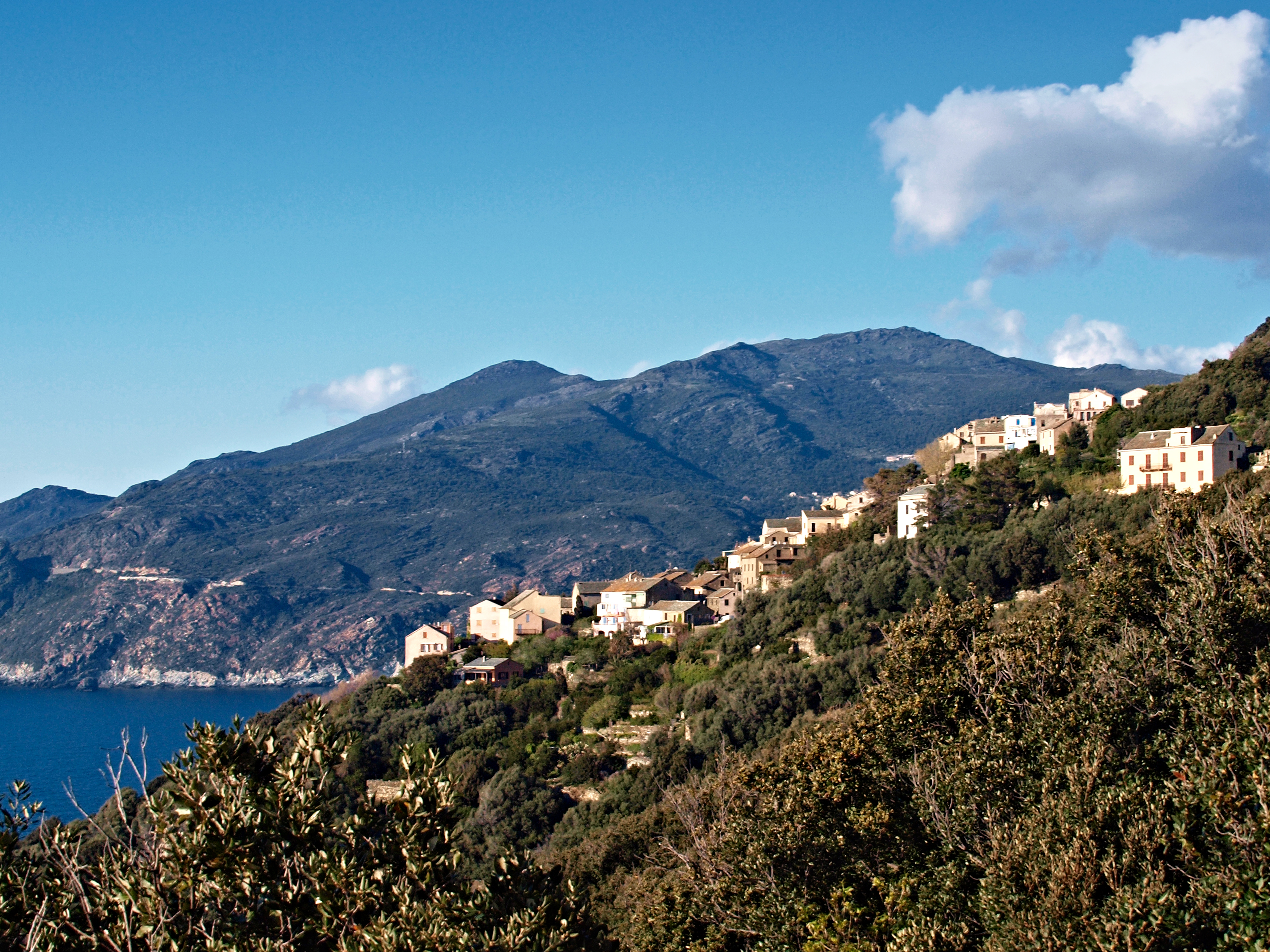
Hameau de Marinca.

Marinca, hameau groupé avec celui de Marcacce étant séparé par la D80, est le hameau le plus bas de Canari. Construit à 131 m d'altitude, il se trouve à l'ouest du village.

### Hameau de Longa
Longa est le hameau le plus au sud du village. Jadis s'y trouvait une tour médiévale, dont aujourd'hui on n'aperçoit plus que les vestiges des fondations.

### Hameau de Olmi
Olmi se situe à quelque 250 m au nord-est de Longa. S'y trouve la chapelle San Roccu où chaque 16 août, est célébrée une fête avec distribution de petits pains bénis. A proximité se trouvent les ruines de Marsogna, un ancien hameau abandonné.

### Hameau de Pinzuta
Pinzuta, à l'est du village, était autrefois protégé par une tour carrée. Il avait la particularité de posséder huit fours à pains dont un communautaire. Sa fontaine est datée de 1560.
Le hameau recèle la chapelle San Pietru qui renferme un tableau remarquable représentant La Mort de saint Joseph.

### Hameau de Solaro
Solaro (Solaru), au nord-est du village, comprend deux hameaux Solaru Suttanu et Solaru Supranu. On y découvre encore des maisons du XVe siècle. De ce site planté d'oliviers la vue est remarquable. La petite route qui permet d'y accéder depuis le village, se termine en cul-de-sac à Solaru Supranu. Quant à Solaru Suttanu, il est sans accès routier.

### Hameau de Imiza
Imiza se situe tout au nord de la commune. Il est composé de deux hameaux Suttanu et Supranu. Ce dernier est ruiné. La chapelle Santa Catalina a été restaurée en 1875. Ce hameau-perchoir de bergers, situé à environ 450 m d'altitude et auquel on n'accède qu'à pied, offre une vue panoramique remarquable sur le golfe de Saint-Florent, les Agriates et L'Île-Rousse. Imiza a donné son nom à un parfum élaboré en Corse.
Au sud, près du village ruiné de Salge, se dressent encore les vestiges de la tour de Castellucciu (IXe siècle).

### Hameau de Ercuna
Ercuna est un ancien hameau situé entre Solaro et Imiza. L'antique chapelle San Ghjuvanni a totalement disparue.
À 700 m d'altitude se trouvent les ruines du Castellu di Serra Valle édifié au IXe siècle et dont Pier Battista Santelli restaura partiellement le donjon en 1576.

### Hameau d'Abro
Abro que l'on orthographie Abro comme on le prononce, provient du latin apricus qui veut dire ensoleillé. Il se situe tout au sud de la commune et ne compte que de rares maisons. Le climat y serait le plus chaud de la commune. C'est pourquoi jusqu'au début du XXe siècle, les cultures de cédrat prospéraient, couvrant jusqu'à 14 hectares de terrasses (trasti). Canari ne disposant pas de réelles structures portuaires, les tonneaux de cédrats étaient roulés jusqu'à la mer, puis remorqués flottants jusqu'à des voiliers mouillés devant Canelle pour y être embarqués.
À 500 m au nord d'Apro, à une altitude de 230 m, se trouve un site romain. L'ancienne église romane Santu Pietru du Xe siècle est devenue une bergerie, comme vu ailleurs dans d'autres lieux de Corse.

Au sud d'Apro, se situe le site de l'ancienne carrière et usine d'amiante de Canari.

### Marine de Scala
La marine de Scala était jadis un port de pêche actif. Au début du XIXe siècle on y construisait des barques de pêche. En 1938, six bateaux apportaient de l'activité et des revenus à douze pêcheurs. Les captures étaient alors abondantes.

### Marine de Canelle

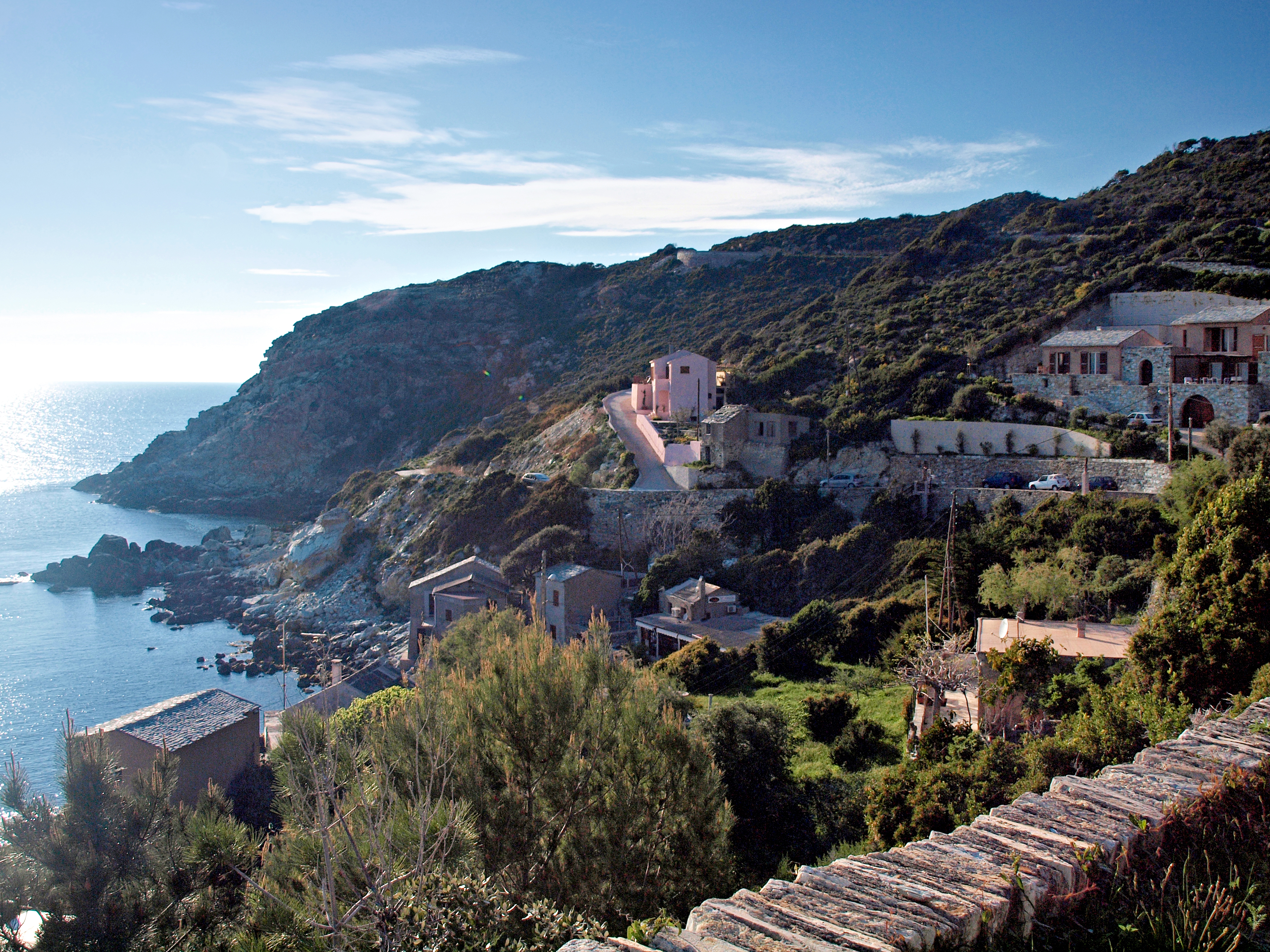
Marine de Canelle.

Canelle était une antique marine nommée Kanelate (origine grecque mais sens inconnu) qui aurait été fondée au VIe siècle av. J.-C. Une source y coulait, qui aurait été bien connue des marins.

Au IVe siècle, Canelle avait son église piévane dominée par un clocher semblable à une tour ronde, mais c'était une tour-lanterne comme on les faisait à l'époque, haute d'environ 10 mètres avec un diamètre d'un peu plus de 7 mètres. Un feu était entretenu au sommet pour aider les marins à repèrer la marine.

Au XIXe siècle, la Marine alle Cannelle était dotée d'une dizaine de magazini (entrepôts), disposait de huit petits caboteurs et commerçait avec l'Italie. Une jetée et une cale de halage y avaient été aménagées vers 1930.

## Toponymie
Le nom de Canari a pour origine son nom de Kanelate porté sur les cartes de Ptolémée au IIe siècle.

## Histoire

### Antiquité
L’occupation du site remonte à l’Antiquité, puisqu’on retrouve mentionné le nom de Kanelate (à l’origine du nom Canari) sur les cartes de Ptolémée au IIe siècle. Une antique bourgade aurait été fondée sur la côte au VIe siècle av. J.-C. qui, sous les premiers siècles chrétiens, était le centre d'une piève. La piève de Canari dépendait de l'évêché de Nebbiu (ex-Cersunum).
Plusieurs vestiges de l’époque pisane ont été mis au jour datant d’avant le Xe siècle. On peut encore admirer l’église Santa Maria Assunta du XIIe siècle qui est en parfait état de conservation bien qu’ayant subi des modifications architecturales ultérieures, et la maison La Romana à Marinca vraisemblablement de la même époque.

### Moyen Âge
De la fin du IXe siècle à 1167, Canari a dépendu des Peverelli.
- 952 : les Avogari-Gentile et les Peverelli sont deux familles descendantes du Génois Ido envoyé en Corse par Oberto, marquis de Toscane, pour percevoir les taxes.

Au XIe siècle, le Cap Corse est encore dominé par ces deux familles génoises.
- 1167 : avec l'aide de Pise, les Avogari chassèrent les Peverelli et s'emparent de Canari et d'Ogliastro. Ils affrontèrent l’amiral Ansaldo Da Mare qui prit le pouvoir du nord du Cap jusqu'à Barrettali vers 1200.
- 1336 : Jean Avogari, à sa mort, laisse le fief de Canari et du tiers nord-ouest de l'actuelle commune d'Ogliastro à son fils André alors que les fiefs de Nonza et de Brando vont à ses autres fils Pierre et Luchino.
- 1417 : soutenu par l'Aragon, Vincentello d'Istria vice-roi de Corse, emprisonne au castel d'Orese près d'Ocana, André de Gentile alors seigneur de Canari.
- 1424 : Gênes délivre André de Gentile et l'aide à reprendre Sisco et Pietracorbara à Mathieu de Gentile, seigneur de Brando et ami de Vincentello.

Fin du XVe siècle, Vincentellu de Gentile (Avogari) annexe les vallées de Sisco et Pietracorbara à Canari. Il a deux fils : Napoleone (fils bâtard) et Vincenzu qui se partagent la seigneurie.
- 1491 - 15 août : Napoleone, mécontent du partage, poignarde son demi-frère Vincenzu au cours d’une partie d’échecs au château de Canari. La population se révolte et Napoleone fuit vers Gênes où il est arrêté, condamné à mort et décapité par les Génois à Canari même. Le fief revient alors à la fille de Vincentellu de Gentile, Gesalmina, veuve du Cinarcais Rinucciu di Leca, seigneur de Vicu, mort en déportation en 1490.
- 1491 : Gesalmina se remarie au Génois Gerolamo Gentile, qui devient ainsi seigneur de Canari.

### Temps modernes
- 1506 : construction de l’église et du couvent Saint-François à Canari. L’implantation des Franciscains avait débuté à Nonza avec la construction d’un premier couvent.

De 1506 à 1536, les deux fiefs de Canari comprenant Sisco et Pietracorbara (sans Erbalunga) sont unis et reviennent à Paris Gentile héritier de son frère Gerolamo Gentile.
- 1536 : le fief de Canari est vendu à un Romain du nom de Pierbattista Cenci (?-1579). À cette occasion, les Santelli, anciens seigneurs de Canari, prennent le nom de Santelli-Cenci car ils prétendent se rattacher à la famille romaine des Cenci. (Plus tard, vers 1601, ils prendront le nom de Cenci).

Lors de la guerre de Sampieru, Pierbattista Santelli-Cenci prend le parti de Sampieru, tandis que son propre fils, Antonio Santelli-Cenci, prend le parti des Génois et se fait tuer à la bataille de Caccia.
- 1554 : le village de Linaghje (voir Photo) et le château de Canari sont rasés par l’amiral génois Andrea Doria en représailles à l’appui apporté par certains seigneurs aux Français et à Sampieru. Une partie de la famille Mattei qui habite ce hameau se réfugie dans la commune voisine de Barrettali.
- 1558 : les Français reprennent le Cap Corse et envoient Bertrand des Masses, gouverneur de Saint-Florent, ravager Canari pour se venger, cette fois, de ceux qui avaient pris parti pour les Génois.
- 1580 : Horatio (Oraziu) Santelli Cenci (?-1595), second fils d’Antonio, est reconnu par Gênes comme héritier du fief.
- 1588 : les pirates barbaresques d’Alger commandés par Hassan Bey détruisent Ugliastru et sa marine Albu, un village très proche.

À la mort d’Horatio, le pouvoir hésite un temps entre un oncle, le « Meliaduce », et Pier Battista Santelli II, fils d’Horatio et de Vittoria Gentile de Brando. C’est Pier Battista II qui conserve finalement le fief et le transmet à son fils Laurent Enzo Santelli qui sera colonel de la Garde pontificale au Vatican.
Au début du XVIIe siècle le fief de Canari (ou pieve de Santa Giulia) comptait environ 2 500 habitants. Les lieux habités étaient alors Canari, Salisse, Marsoga, li Olmi, lo Solaggiola, Pinzuta, le Piazze, Ichina, lo Vignale, la Marincha, Baretali, Conchiglie, Balsia, lo Petricaccio, lo Feno, la Torre, le Brachelle, la Mascheraccia, Rigaglia, Minerbio et la Figagiola.
- 1710 : la seule fille du colonel Santelli, Victoria (épouse du comte d'Albion, ambassadeur de France au Vatican), est contrainte de vendre le fief à un noble génois du nom de Lucco Ottavio Fieschi, qui le conserve jusqu’en 1768, date de la vente de la Corse à la France par Gênes.
- 1762 : Canari se rallie à Pascal Paoli.
- 1768 : le Cap Corse est réuni au royaume de France, avant le reste de l'île, et passe sous administration militaire française.
- 1789 - La Corse appartient au royaume de France. Canari se trouve dans la juridiction royale du Capicorsu. Supprimant la province du Cap Corse, la Révolution divise le Cap Corse en quatre cantons : Capo Bianco (Rogliano), Seneca (Luri), Sagro (Brando) et Santa Giulia (Nonza) dont fait partie Canari.
- 1790 - Avec la Révolution française est créé le département de Corse avec Bastia comme préfecture. Les anciennes communautés ou paroisses prennent le nom de communes. la commune se nommait Canari.

Le 12 juillet, les cinq diocèses de la Corse (Ajaccio, Aléria, Bastia, Mariana et Nebbio) sont ramenés à un seul.
- 1793 - An II. la Convention divise l'île en deux départements : El Golo (l'actuelle Haute-Corse) et Liamone (l'actuelle Corse-du-Sud) sont créés. L'ex-juridiction royale du Capicorsu passe dans le district de Bastia ; celui-ci est partagé en cantons (ex-pievi), et le canton en communes. Canari se trouve dans le canton de Santa Giulia (chef-lieu Nonza), dans le district de Bastia et dans le département de El Golo.
- 1794 : avec l'aide des Anglais (flotte de l'amiral Hood), Paoli devient maître de presque toute l'île. Londres impose le vice-roi Gilbert Elliot. Sous l'occupation anglaise, le canton de Canari est créé ; le juge de paix est dit « sherif ». Mais avec l'arrivée des troupes françaises des généraux Gentile et Casalta débarquées à Macinaggio, les Anglais quittent vite la Corse.

De 1797 à 1972 Canari avec Nonza, Ogliastro, Olcani et Olmeta-di-Capocorso composent le canton de Nonza.
- 1801 - Sous le Consulat[Note 4], la commune qui a le nom de Canari, est toujours dans le canton de Santa Giulia (chef-lieu Nonza), dans l'arrondissement de Bastia et le département d'El Golo.
- 1811 - Les départements d'El Golo et du Liamone sont fusionnés pour former le département de Corse.
- 1828 - Canari passe dans le canton de Nonza[12].

### Époque contemporaine
Le village de Canari a payé un lourd tribut aux morts des deux Grandes guerres mondiales, comme en témoignent les nombreux noms inscrits sur son monument aux morts.
- 1943 - septembre : l'Italie qui avait envoyé 80 000 soldats pour occuper la Corse dès novembre 1942, capitule.
  - 3 octobre : le Cap Corse est libre.
  - 5 octobre : les 13 000 Allemands présents sur l'île la quittent.
- 1954 - Le canton de Nonza était formé des communes de Canari, Nonza, Ogliastro, Olcani et Olmeta-di-Capocorso qui comptait alors 231 habitants.
- 1965 : fermeture de l'usine d'amiante et de la carrière de Canari dont l'exploitation du filon avait débuté en 1898 par son découvreur Ange-Antoine Lombardi[13].
- 1973 : Canari fait partie du canton de Sagro-di-Santa-Giulia nouvellement créé avec la fusion imposée des anciens cantons de Nonza et Brando.
- 1975 - La Corse est à nouveau partagée en deux départements.Canari se trouve dans celui de Haute-Corse. 2B

## Politique et administration

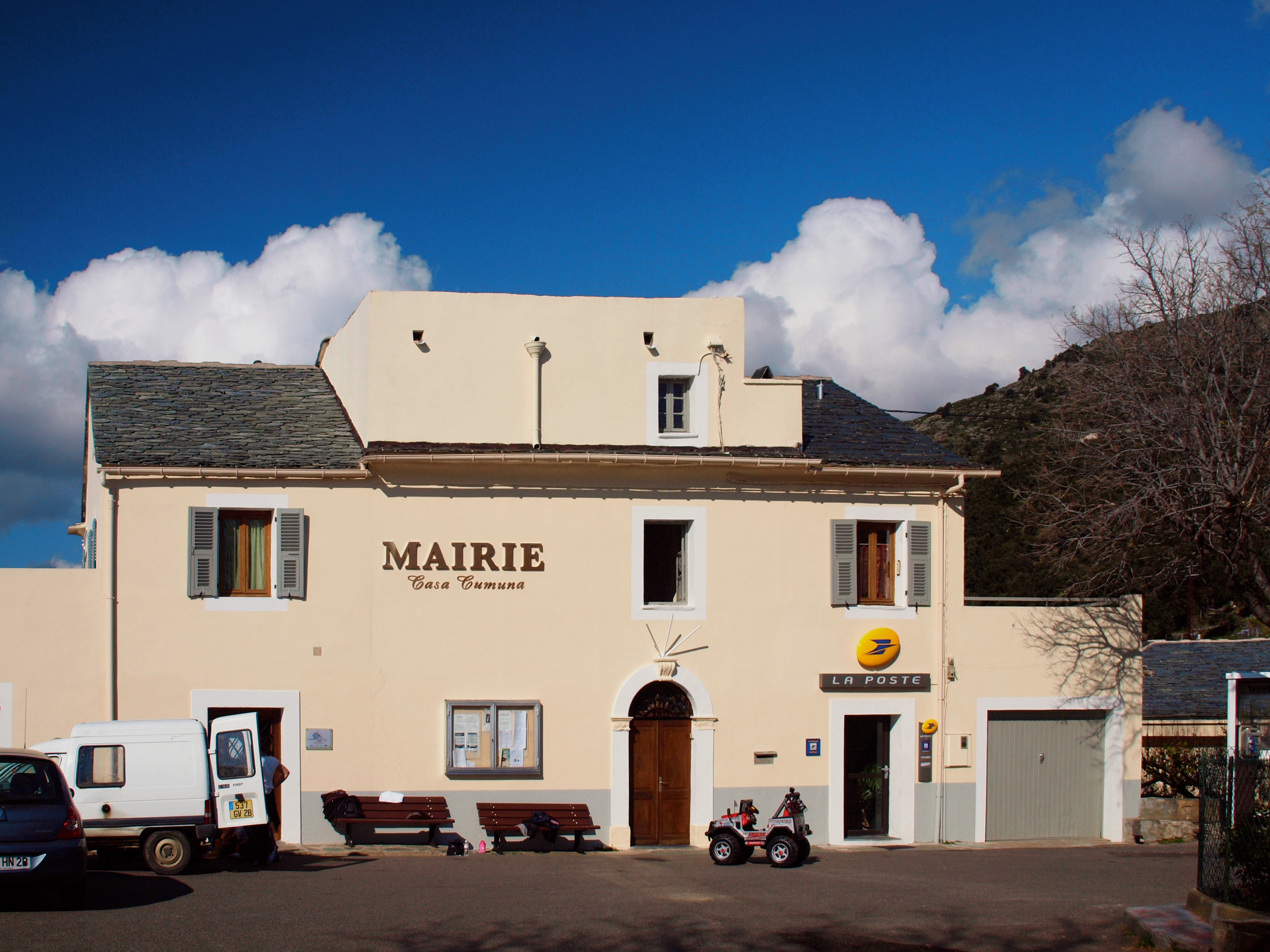
La Mairie place du Clocher.

### Tendances politiques et résultats
Pour les élections municipales 2020 la commune de Canari comptait deux listes (la liste de la municipalité sortante et une liste d'opposition) ainsi qu’un candidat libre. La liste de la municipalité sortante était intitulée « Canari 2020 » et l'opposition était intitulée « Campà quì ». La liste du 1er adjoint sortant a été élue dans sa totalité.

### Liste des maires
| Période                 | Période                  | Identité                                         | Étiquette   | Qualité                                                                                  |
| ----------------------- | ------------------------ | ------------------------------------------------ | ----------- | ---------------------------------------------------------------------------------------- |
| maire en 1873           | ?                        | François Orsini                                  |             | Propriétaire                                                                             |
| ?                       | 1921                     | Jean Toussaint Marcantetti                       |             | Pharmacien à Bastia                                                                      |
| 1921                    | 1943                     | Joseph Simon Marcantetti (fils du précédent)     | RG puis PSF | Premier directeur de l'usine d'amiante Conseiller général du Canton de Nonza (1925-1940) |
| 1943                    | 1947                     | Antoine Jules François Orsini (fils de F.Orsini) |             | Marin                                                                                    |
| 1949                    | 1959                     | Orsini Joseph                                    | ?           | Agriculteur                                                                              |
| 1959                    | 1977                     | Jean Simonetti                                   | UDR         |                                                                                          |
| 1977                    | décembre 1994 (décès)    | Simon Gregorj                                    | PS          | Propriétaire terrien                                                                     |
| décembre 1994 (intérim) | mars 1995                | Christian Leonetti                               | DVG         |                                                                                          |
| mars 1995               | mars 2008                | Maurice Bertoni                                  | DVD         | Capitaine au long cours, pilote d'aéroglisseur SNCM                                      |
| 16 mars 2008            | 23 mai 2020              | Armand Guerra                                    | DVG         | Retraité                                                                                 |
| 23 mai 2020             | 06 décembre 2023 (décès) | Simonetti Jean-Michel                            | DVD         | Retraité                                                                                 |
| 17 mars 2024            | En cours                 | Simon Gassmann                                   | FaC         | Fonctionnaire                                                                            |

## Population et société

### Démographie
L'évolution du nombre d'habitants est connue à travers les recensements de la population effectués dans la commune depuis 1800. Pour les communes de moins de 10 000 habitants, une enquête de recensement portant sur toute la population est réalisée tous les cinq ans, les populations de référence des années intermédiaires étant quant à elles estimées par interpolation ou extrapolation. Pour la commune, le premier recensement exhaustif entrant dans le cadre du nouveau dispositif a été réalisé en 2008.

En 2022, la commune comptait 311 habitants, en évolution de +1,3 % par rapport à 2016 (Haute-Corse : +5,15 %, France hors Mayotte : +2,11 %).
| 1800 | 1806 | 1821 | 1831 | 1836 | 1841  | 1846  | 1851  | 1856  |
| ---- | ---- | ---- | ---- | ---- | ----- | ----- | ----- | ----- |
| 860  | 840  | 293  | 994  | 962  | 1 133 | 1 287 | 1 233 | 1 214 |

| 1861  | 1866  | 1872  | 1876  | 1881  | 1886  | 1891  | 1896  | 1901  |
| ----- | ----- | ----- | ----- | ----- | ----- | ----- | ----- | ----- |
| 1 300 | 1 300 | 1 394 | 1 402 | 1 462 | 1 290 | 1 316 | 1 176 | 1 035 |

| 1906 | 1911 | 1921 | 1926 | 1931 | 1936 | 1946 | 1954 | 1962 |
| ---- | ---- | ---- | ---- | ---- | ---- | ---- | ---- | ---- |
| 993  | 948  | 925  | 937  | 900  | 906  | 462  | 772  | 633  |

| 1968 | 1975 | 1982 | 1990 | 1999 | 2006 | 2008 | 2013 | 2018 |
| ---- | ---- | ---- | ---- | ---- | ---- | ---- | ---- | ---- |
| 583  | 358  | 331  | 291  | 323  | 325  | 325  | 310  | 317  |

| 2022 | - | - | - | - | - | - | - | - |
| ---- | - | - | - | - | - | - | - | - |
| 311  | - | - | - | - | - | - | - | - |

### Enseignement
L'école primaire publique la plus proche se situe à Canari, avec son institutrice Mme Riutort Marie-Pierre, celle de Patrimonio est distante de 28 km. Le collège d'enseignement général le plus proche est à Luri à 30 km et le lycée de Bastia-Montesoro, est distant de 43 km par le col de Teghime.

### Santé
Une infirmière libérale est présente toute l'année à Canari, il s'agit de Mme Joëlle Guidicelli. Les médecins les plus proches se trouvent à Luri à (30 km) et à Saint-Florent (32 km). Un médecin le docteur Jockmans se rend à Canari tous les mardis après-midi, son cabinet se trouve dans les bureaux de la résidence « E valle ». Le Centre hospitalier général de Bastia est distant de 43 km. Plusieurs cliniques privées se trouvent aussi à Bastia. Deux pharmacies sont installées à Saint-Florent. Des infirmiers libéraux sont installés à Patrimonio ; des masseurs-kinésithérapeutes se trouvent à Saint-Florent.

### Cultes
L'église paroissiale (San Francescu relève du diocèse d'Ajaccio).

### Manifestations culturelles et festivités
- Concours international de chants lyriques organisé tous les ans par la commune chaque année fin août début septembre.
- 15 août fête de la Santa-Maria Assunta. Se déroule annuellement une procession nocturne aux flambeaux de la statue de la Madonna à travers le village.
- 16 août à Olmi est célébrée la fête de San Roccu avec distribution de petits pains bénis dans la petite chapelle.

### Sports

#### Loisirs et randonnées

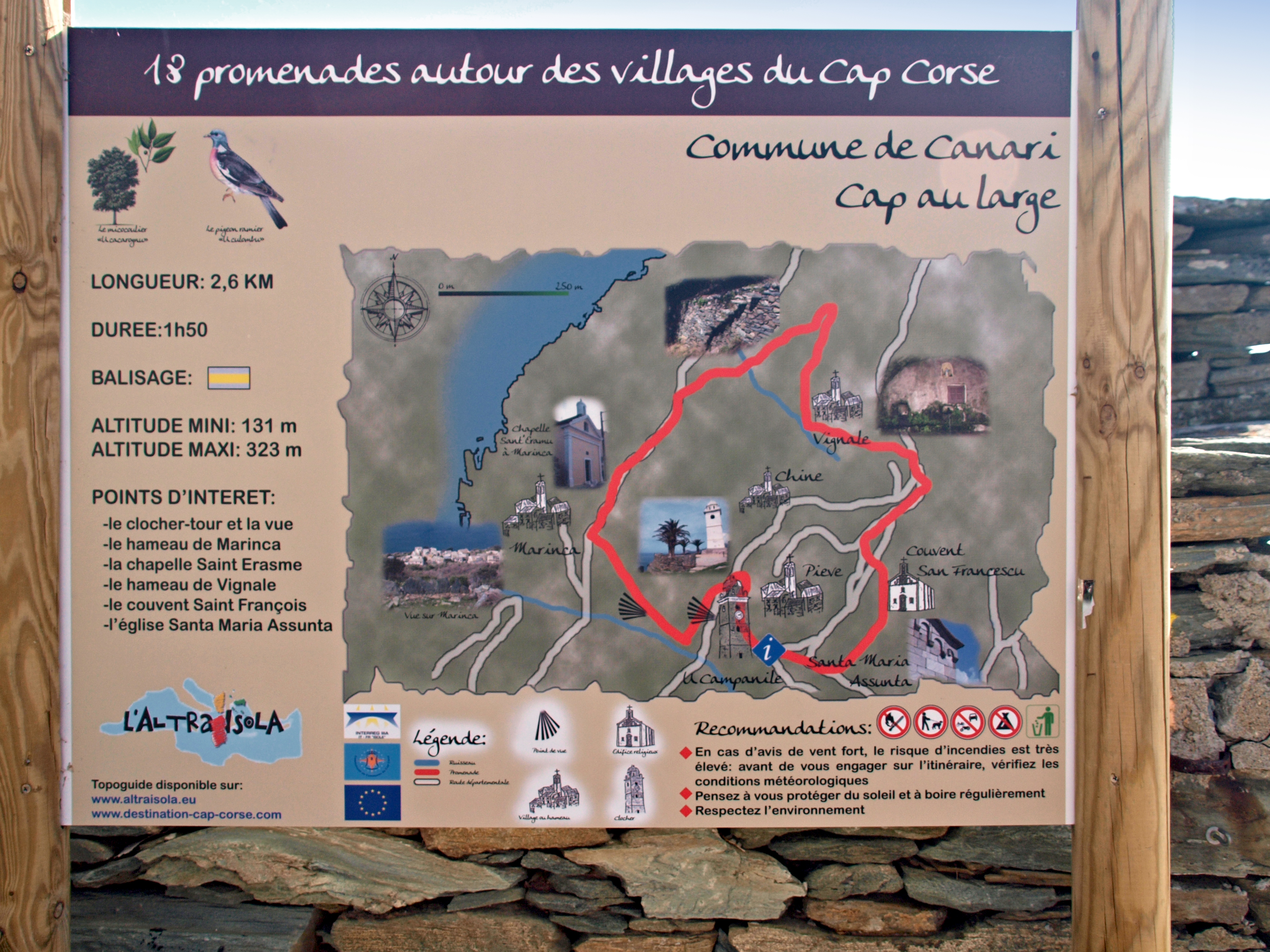
Panneau indicatif des Promenade autour du village.

- Cap au large, promenade proposée autour de la commune de Canari par un panneau directionnel « Promenade autour des Villages du Cap Corse » placé sur la place du clocher.
- Sentier pour la visite de la chapelle Sant' Agostinu ruinée, située à 300 m au nord et en contrebas de Linaju. Départ depuis la D 80 dite « Grande corniche » 500 m à l'ouest du pont sur le ruisseau de Furcone.
- Canari compte une société de chasse présidée par Mr Ernest Granini. Cette société compte une trentaine d'adhérents qui avec plaisir vont chasser à la saison les samedis et les dimanches avec cette équipe qui a la passion de la chasse. Cette société a pour nom « Sucietà di caccia a Canarese ». Cette association anime le village été comme hiver avec plusieurs manifestations.

## Économie
Comme pour la plupart des communes du littoral occidental du Cap Corse, les habitants vivaient autrefois de la mer et de l'agriculture. Les vastes étendues des terres du désert des Agriates étaient travaillées aux semailles, et offraient les ressources nécessaires à l'alimentation de la population et donnaient des possibilités de trocs avec d'autres régions. En 1790, Canari avait 4 moulins, 16 ha d'oliviers, 9 ha d'agrumes (cédrats), plus de 5 ha de châtaigniers, et un bon cheptel de gros bétail (440 bêtes) et 154 ha de vignes. En 1861, il n'y avait plus que 101 ha de vigne qui ont de nos jours disparus.
Une loi de 1818 taxant les exportations corses était en vigueur jusqu'en 1912. Elle freinait les échanges avec l'Italie, principal client. À cela s'est ajoutée le tracé et la construction de routes dans le Cap Corse : Bastia - Macinaggio (Rogliano en 1829, Santa-Severa (Luri) - Pino et Macinaggio - Botticella - Nonza - Saint-Florent) entre 1865 et 1880, changeant complètement les modes d'échanges et précipitant l'abandon des petits bateaux de commerce parcourant le littoral capicorsin. En 1908 survient la crise du Cédrat, les cours s'effondrent. En raison de leurs coûts élevés, Porto Rico, la Californie et d'autres pays consommateurs se mettent à planter des cédratiers sur leur sol ou à utiliser des zestes de citron pour fabriquer la liqueur. L'économie locale et celle du Cap Corse est ruinée.

### Usine d'amiante de Canari

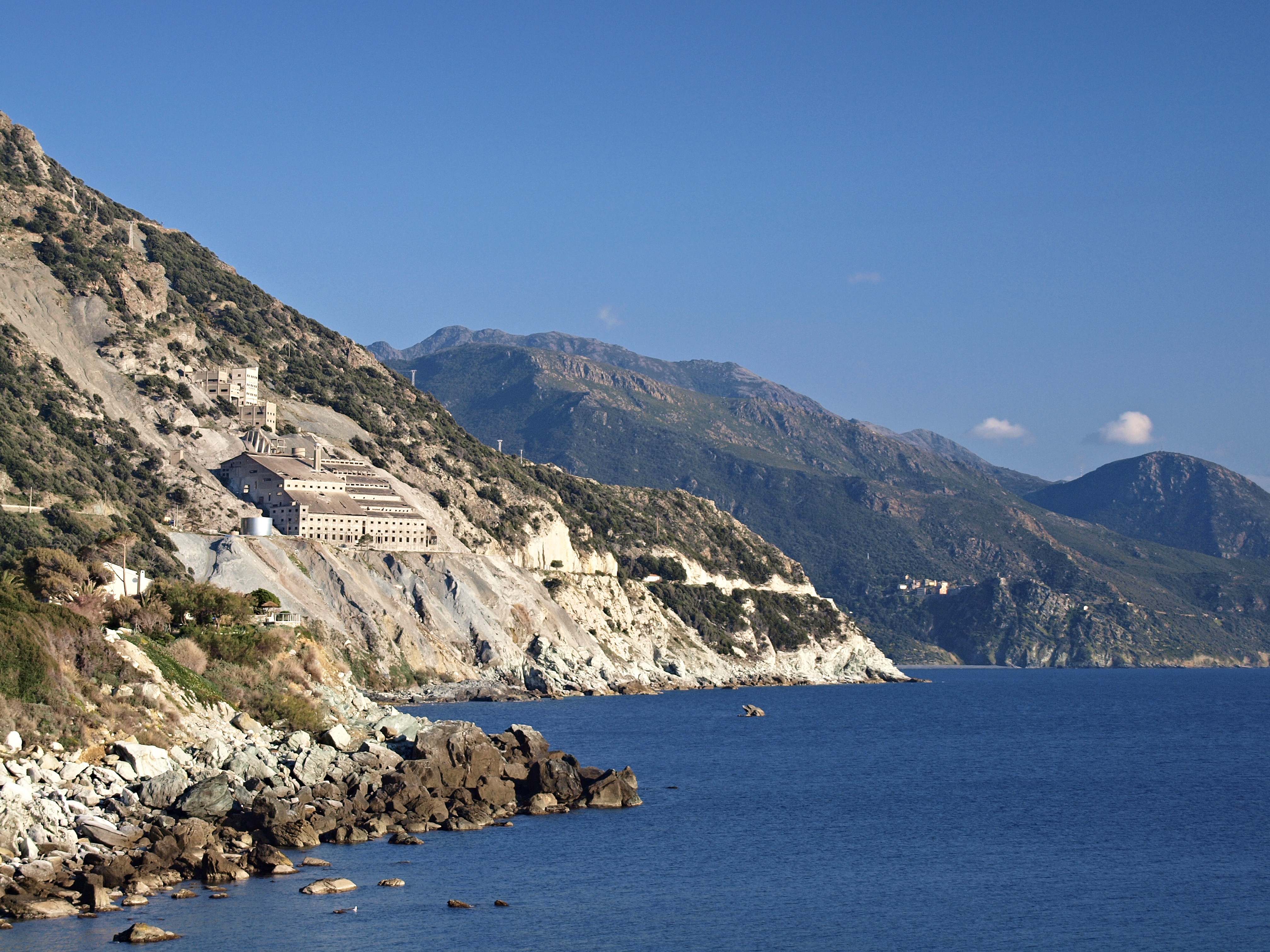
L'Usine de la mine d'amiante de Canari.

Le plus grand gisement d'amiante français fut découvert sur le territoire de la commune. De 1949 à 1965, cette mine, surnommée « l'enfer blanc » par les mineurs, fut exploitée par une filiale d'Eternit. Le gisement fut découvert en 1926, la mine a été exploitée industriellement à partir de 1948, mais dans de très mauvaises conditions d'hygiène et d'insalubrité, qui ont été occultées pendant des décennies par les autorités et qui ont été dénoncées plus tard, au vu des maladies qui frappaient les mineurs. L'environnement ne fut pas non plus épargné. Tous les déchets de la mine furent rejetés à la mer du haut de la falaise. En 17 ans de déversements, ils ont colmaté, avec les courants marins, les marines d'Albu (Ogliastro) et de Nonza. Les déblais vont former avec les vagues, une plage qui, par endroits, va gagner jusqu'à 300 m d'avancée sur la mer. La production d'amiante atteignait 25 500 tonnes en 1960. En 1965, date de sa fermeture, l'entreprise employait 300 personnes.
Des travaux de consolidation sur les ruines de l'usine, de stabilisation du terrain et de plantations du site sont en cours, sous l'égide de l'ADEME. Ils sont cofinancés par l'Union européenne.

## Culture locale et patrimoine

### Lieux et monuments

#### Carrière et usine d'amiante de Canari
C'est en avril 1898 que le maître-mineur et forgeron "Ange-Antoine Lombardi" déclara la découverte du filon d'amiante. Au plus haut de son exploitation en 1961, l'usine produisait 30 000 tonnes d'amiante par an. Le site fut fermé en 1965 en raison de la baisse du cours de la fibre et des problèmes sanitaires et environnementaux générés par l'exploitation.
L'aire de stockage des déchets, le local de la cantine, les galeries maçonnées, les logements pour les ouvriers et les puits d'extraction, qui constituent la carrière et l'usine de traitement du minerai au lieu-dit Margaritaju ont été repris à l'Inventaire général du patrimoine culturel par la Collectivité territoriale de Corse - Versement au dossier le 10 août 2006. L'établissement industriel désaffecté est en partie propriété privée, l'autre en propriété publique.

#### Mulinu di Pendente
L'immeuble dit U Mulinu di Pendente, dit encore « Moulin de l'Anglais » (du nom de son dernier propriétaire) sur le ruisseau du Furcone, proche du pont de la D 33, était un moulin à eau construit en 1877. Il a été exploité jusqu'à la Première Guerre mondiale pour la production de farine de blé. Il fut ensuite utilisé comme bergerie avant d'être abandonné en 1959.
Les façades, toitures et mécanisme intérieurs du moulin à farine datant de 1877, sont inscrits Monuments historiques par arrêté du 9 janvier 2007.

#### Autres patrimoines civils

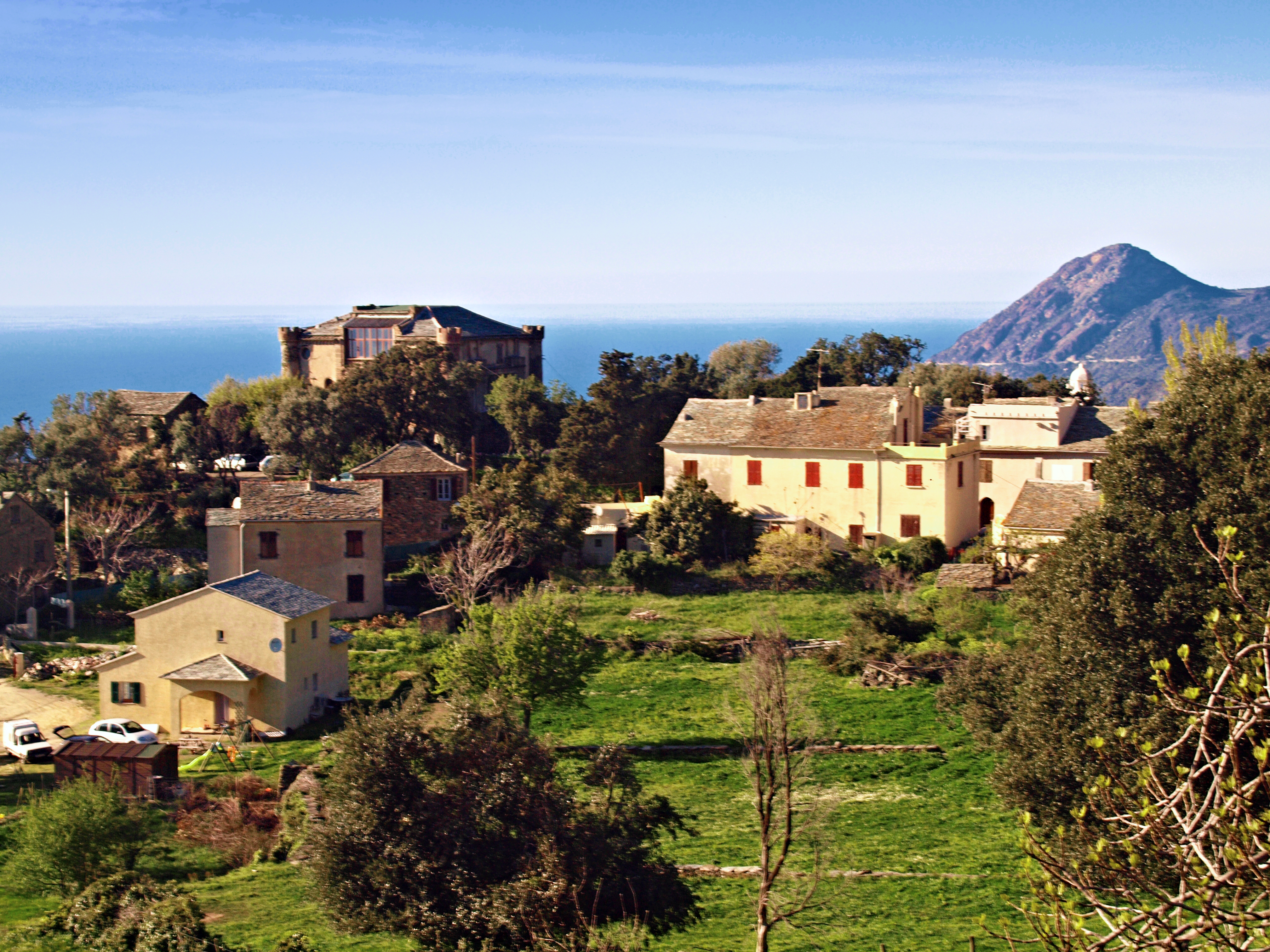
Château des Cenci au hameau de Piazze.

- Monument aux morts au centre du hameau de Pieve, dans un jardinet entre le couvent Saint-François, la chapelle de confrérie Santa Croce et l'église Santa Maria Assunta. Une grande ancre marine y est installée.
- Château au hameau de Piazze, avec trois tours crênelées. Il a été construit à l'emplacement même de l'ancien château des Cenci, rasé par les troupes génoises d'Andrea Doria en 1554.
- Vestiges de la tour à feu dont il ne reste que l'embase, au-dessus de la marine de Canelle.
- Tour carrée ruinée dans l'ancien village de Linaghje (ou Linaglie) situé sur le versant occidental du Monte 359 m, au-dessus de la route D 33 dite « petite corniche ».

#### ÉgliseSaint-François
Édifice du début XVIe siècle, l'actuelle église paroissiale appartenait autrefois au couvent de Canari construit en 1506 et ruiné depuis le XIXe siècle.
L'église conventuelle Saint-François au décor baroque était l'une des plus grandes du diocèse du Nebbiu.
Elle renferme les œuvres classées monuments historiques ci-après, toutes propriété de la commune :
- tableau Saint Michel peseur des âmes et vainqueur du dragon en bois peint, doré, de la fin XVe siècle, classé le 7 mars 1957 ;
- panneau Christ en Croix habillé ou saint Vou peinture sur bois doré, classé le 7 mars 1957 ;
- plaque funéraire en marbre sculpté des Armoiries représentant l'emblème franciscain, datant de 1754, classée le 6 novembre 1942 ;
- plaque funéraire en marbre sculpté des Armoiries datant de 1570, classée le 6 novembre 1942 ;
- croix d'autel en cuivre gravé, œuvre de Iusto Antonio 1560, classée le 16 mars 1908 ;
- panneau « L'Annonciation, L'Assomption, saint François d'Assise et saint Bernardin de Sienne, Le Christ au Jardin des Oliviers » en bois peint, de l'École italienne du XVIe siècle, classé le 16 mars 1908 ;
- dalle funéraire de Horatio Santelli Cenci et de Vittoria dei Gentili, sa femme, en marbre blanc portant les armoiries et l'inscription Sepultora Horatio Cenci, uno dei signori di Canari e Vittoria deli Gentili (Vittoria dei Gentili, femme de Horatio Santelli Cenci, est morte le samedi 7 juillet 1595), classée le 16 mars 1908 ;
- statuette de Saint Roch en marbre blanc du XVIe siècle, classée le 16 mars 1908 ;
- tabernacle du maître-autel en bois taillé, doré du XVIIe siècle, classé le 24 juillet 2002.

L'ancien couvent Saint-François a été réhabilité en structure d'accueil avec des gîtes ruraux. Il abrite également le Conservatoire du Cap Corse.
Derrière le couvent se trouve un remarquable bosquet de chênes verts datant du XVIe siècle. À l'époque ce bosquet avait été planté par les moines pour leur permettre d'avoir leur bois de chauffage pour l'année et de faire des meubles[réf. nécessaire]. Il est classé Monument historique par l’UNESCO, il est donc préservé. Des bancs ont été installés par la mairie et les personnes peuvent se détendre sous un ombrage et une fraîcheur recherchés, pendant les journées chaudes de l'été.

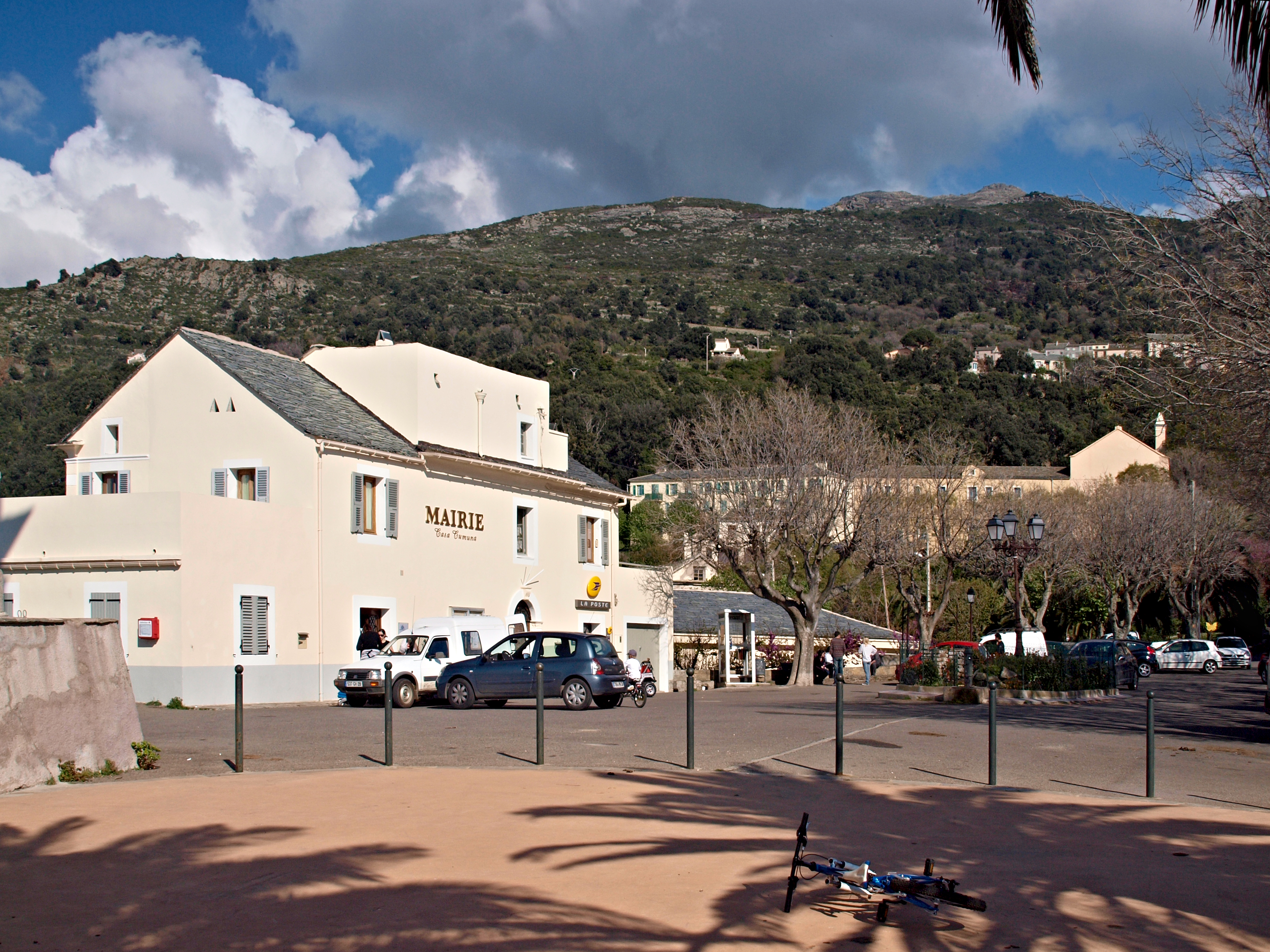
Place du Clocher - A droite le couvent et le clocher de l'église.
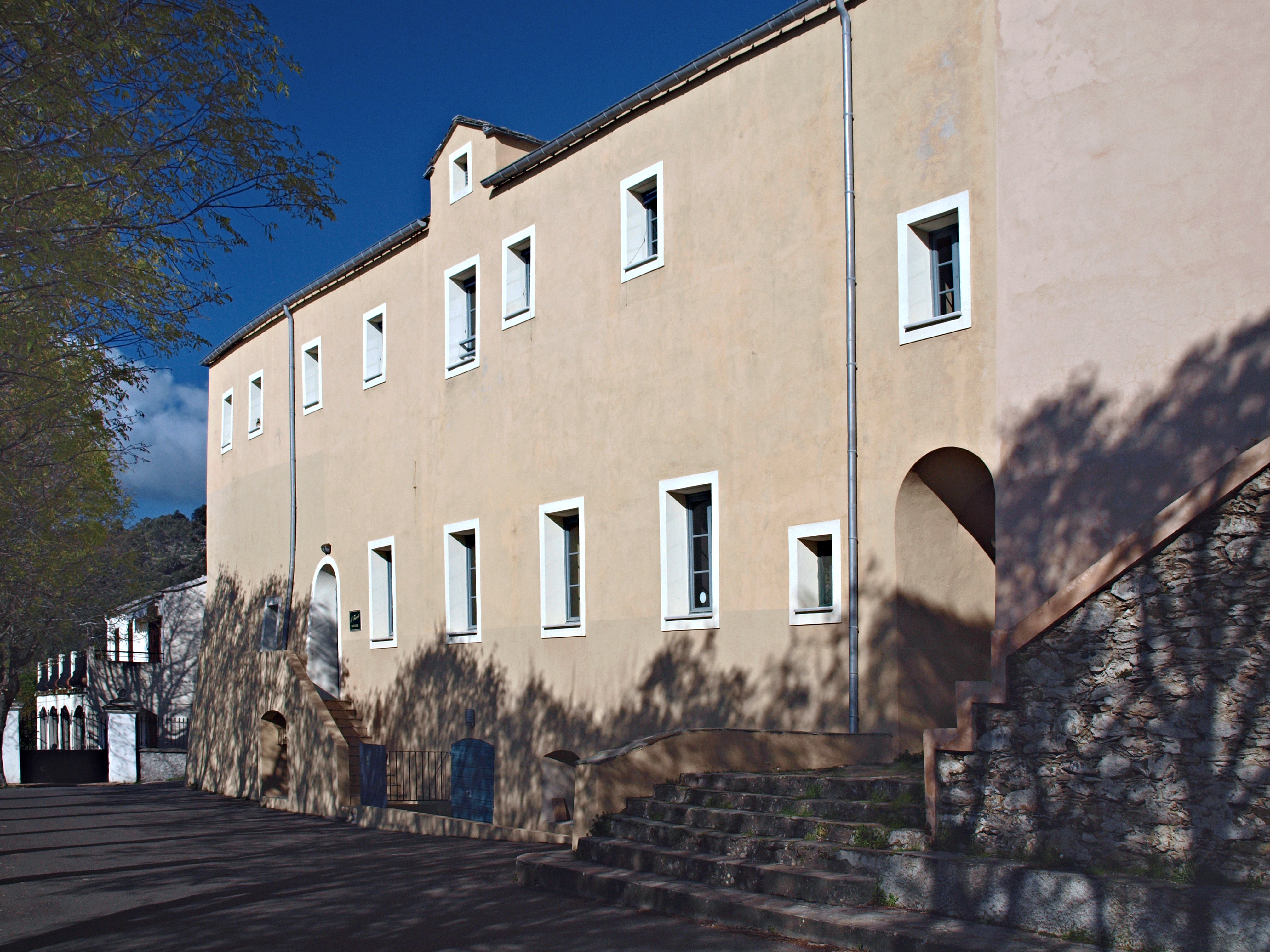
Couvent Saint-François.
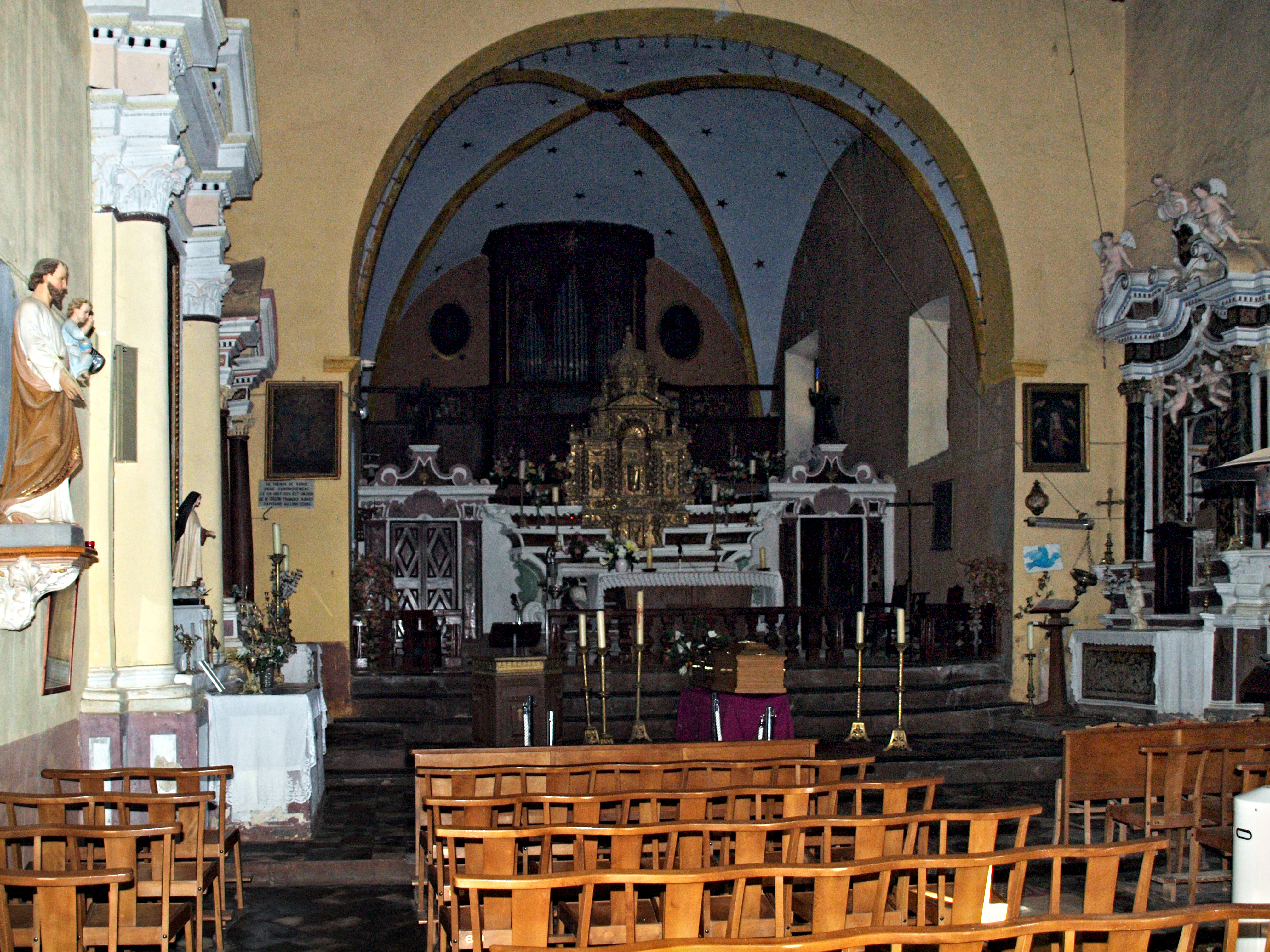
Intérieur de l'église conventuelle.
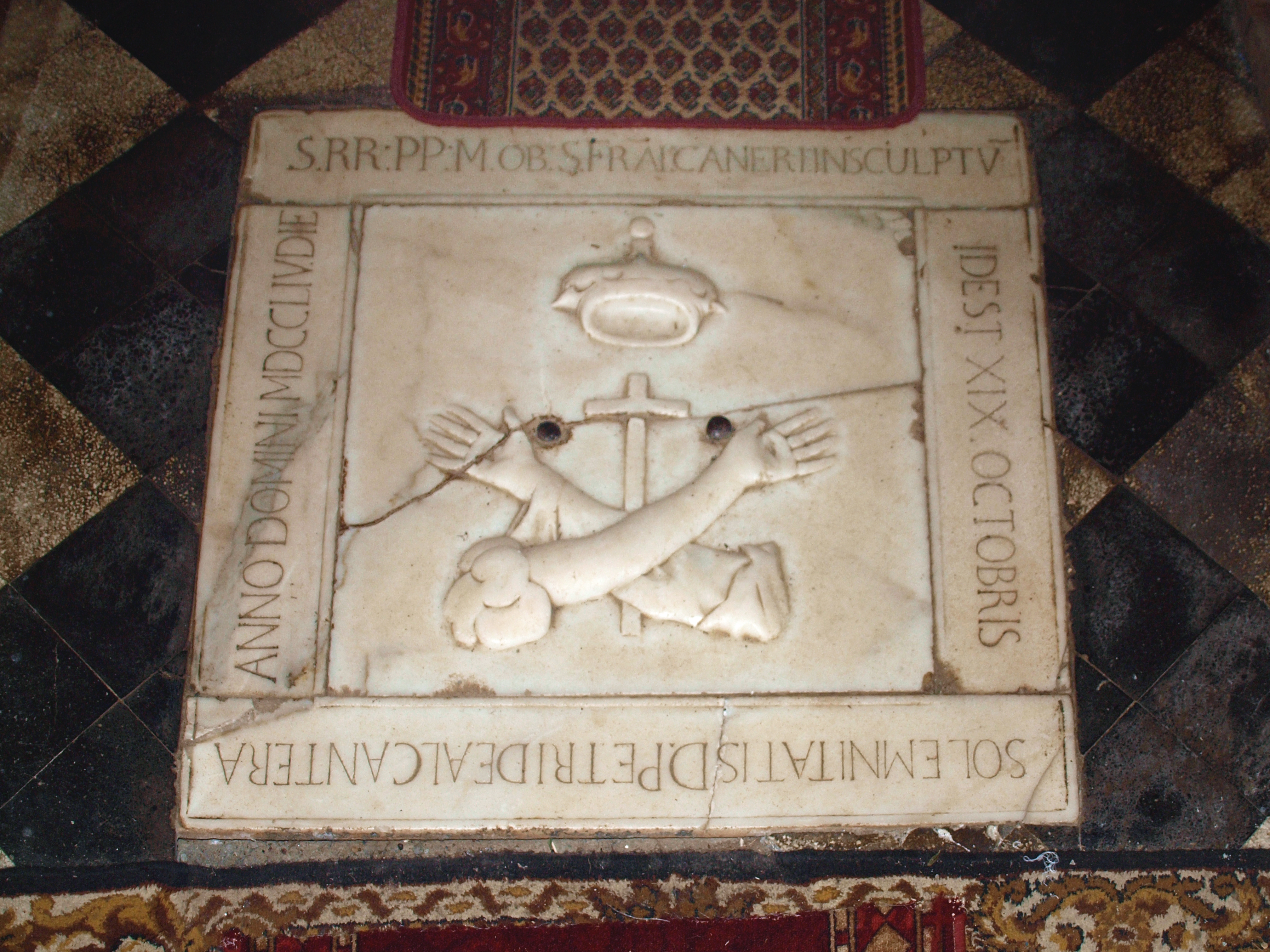
Plaque funéraire de 1754.

#### Église SantaMaria Assunta

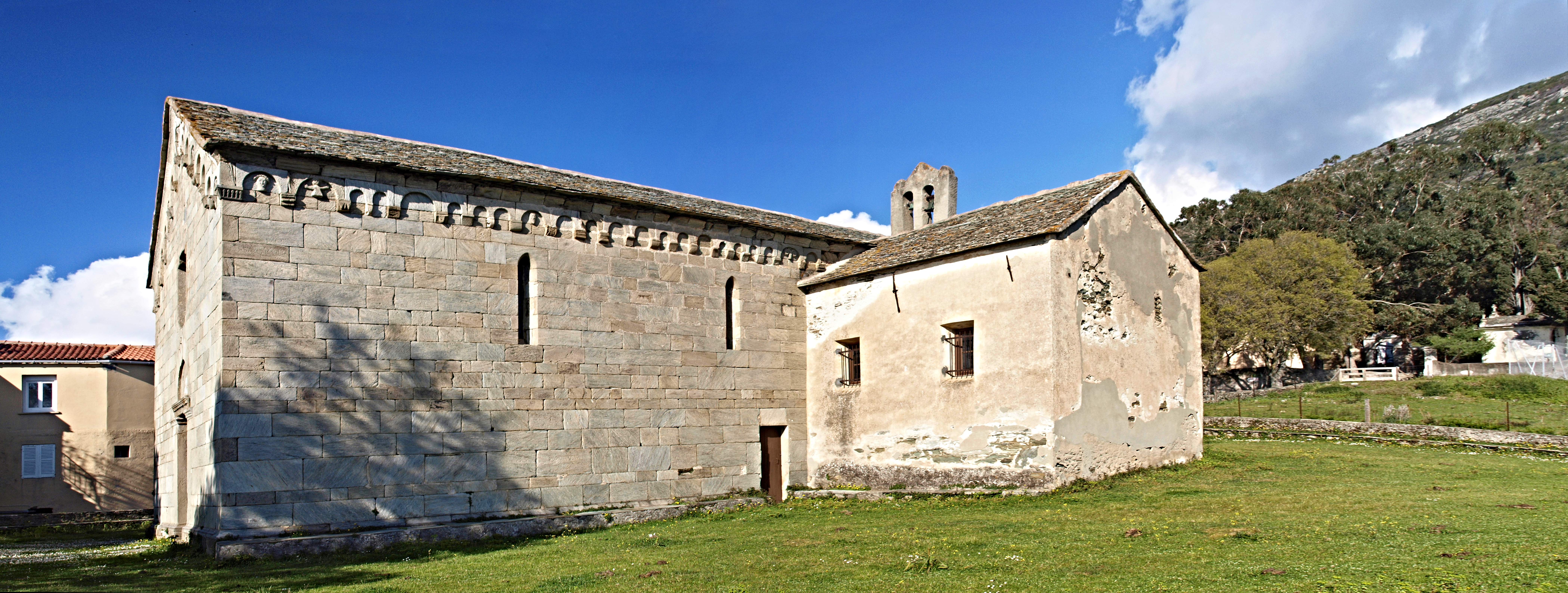
Eglise Santa Maria Assunta.

L'église date du XIIe siècle, en très bon état de conservation, située au hameau de Pieve. Elle était le centre religieux de la piève. Cet édifice roman pisan est remarquable par sa construction toute en pierres de schiste vert à joints vifs bien appareillées et couvert de lauzes. Le matériau provenait de la carrière proche de San Guglielmu. Elle a été remaniée au XVIIIe siècle. Les modifications apportées : ajout de deux chapelles latérales, d'un chœur carré en remplacement de l'abside et d'une voûte à la nef l'ont défigurée.
Le sanctuaire est bordé entièrement d'une corniche partiellement d'époque préromane, ornée de sculptures stylisées (masques humains aux expressions variées, têtes de béliers, feuilles, etc.). Sa façade nord présente une pierre commémorative gravée en caractères gothiques presque illisible. Une plaque récemment apposée, permet de lire le texte en latin et en dessous sa traduction en français. Le linteau de la porte d'entrée sur la façade ouest est finement ciselé, orné de motifs végétaux stylisés.
Propriété de la commune, l'église est inscrite Monuments historiques par arrêté du 24 janvier 1995.
Elle renferme les œuvres classées Monuments historiques ci-après, toutes propriété de la commune :
- tableau Un saint ressuscitant un enfant sur toile de l'école italienne, XVIIe siècle, classé le 16 mars 1908 ;
- plaque commémorative de la construction de l'église en 1468 en pierre sur la façade extérieure de l'église portant les inscriptions en latin et datée hoc opus fecit [senhor ?] iacopo romanus predicator propter miraculum quem fecit nascere super lapidem anno M CCCC LXVIII en caractères minuscules gothiques.

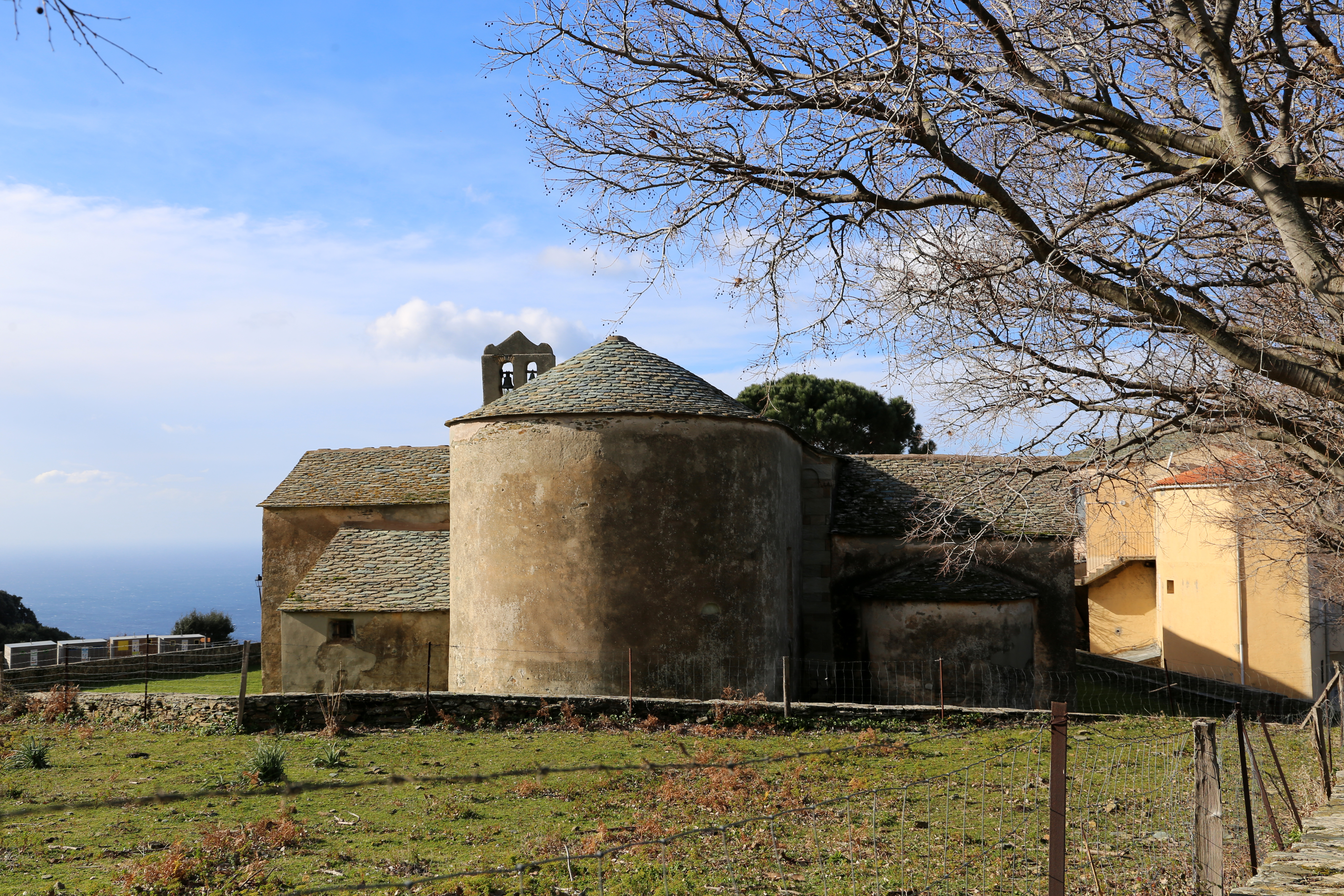
Abside.
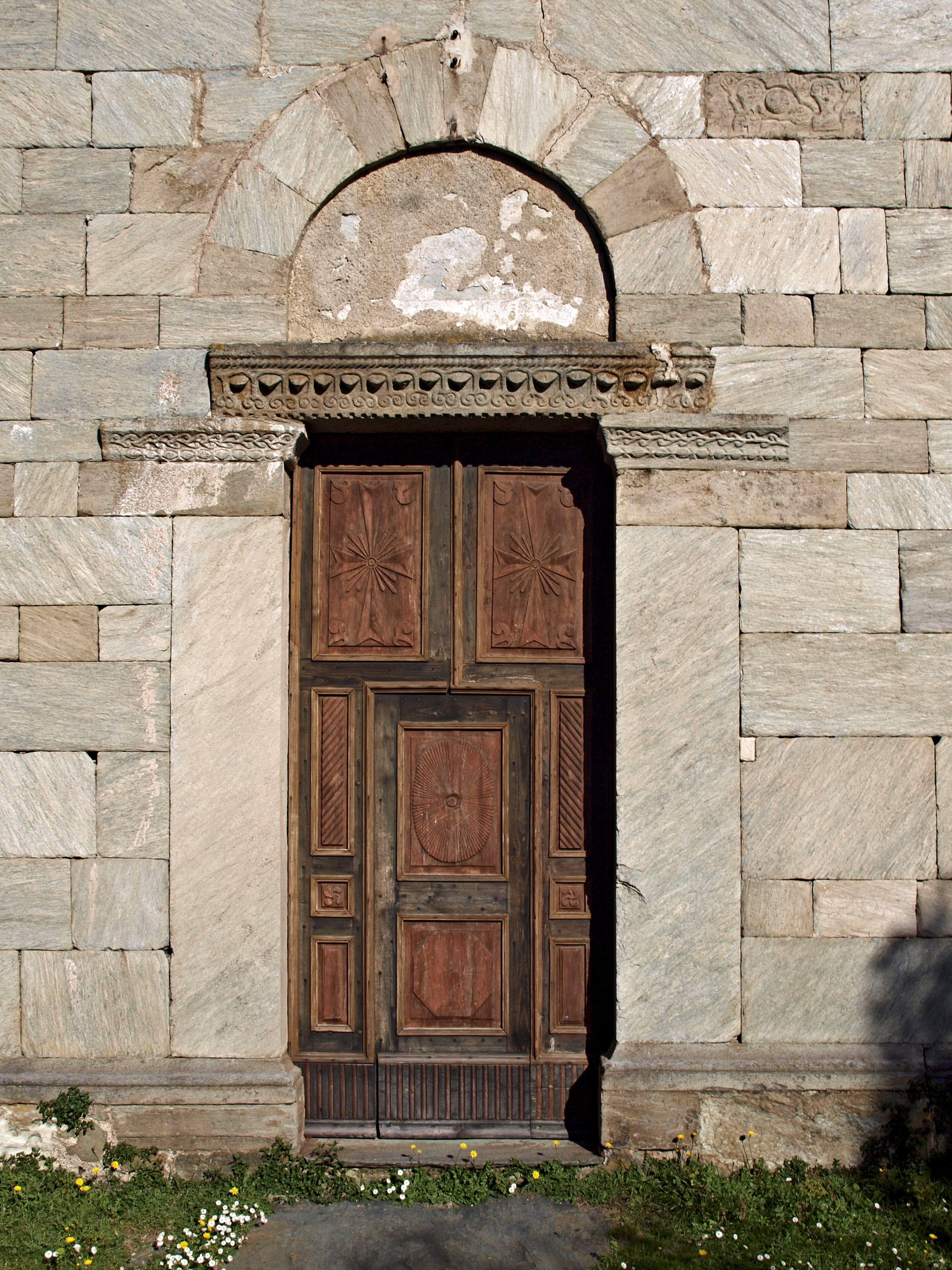
Porte d'entrée.
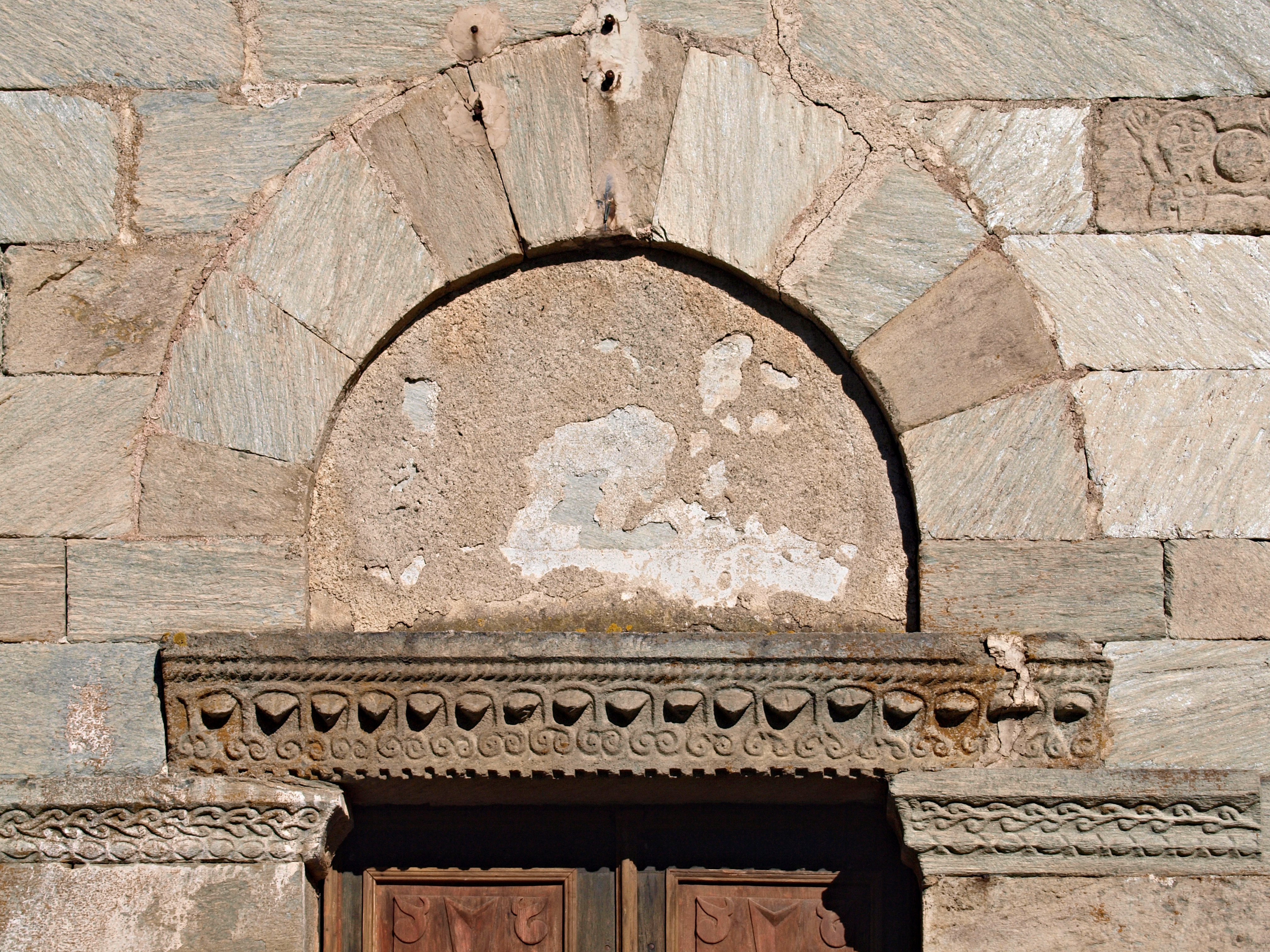
Linteau de l'entrée.
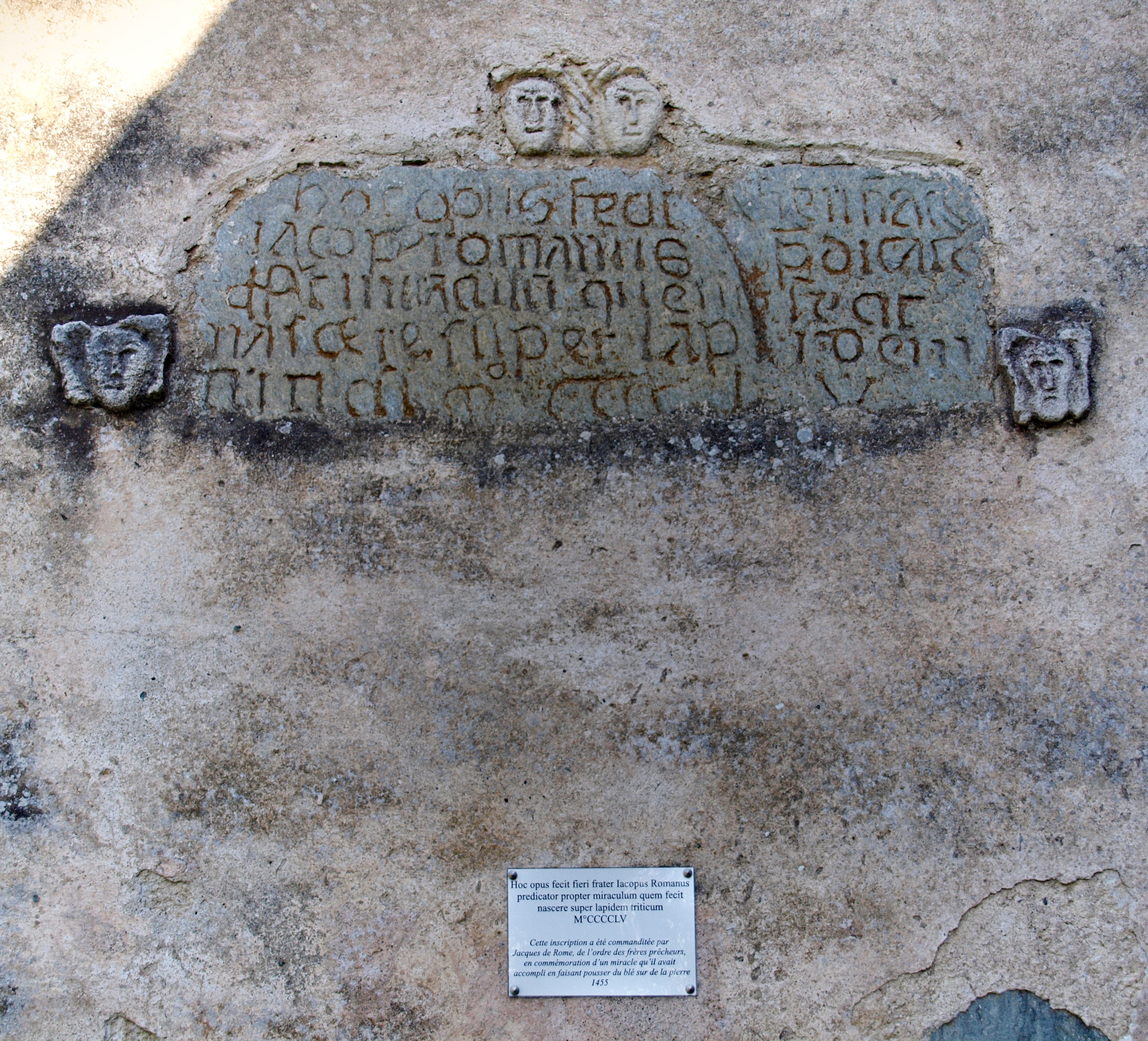
Plaque commémorative.
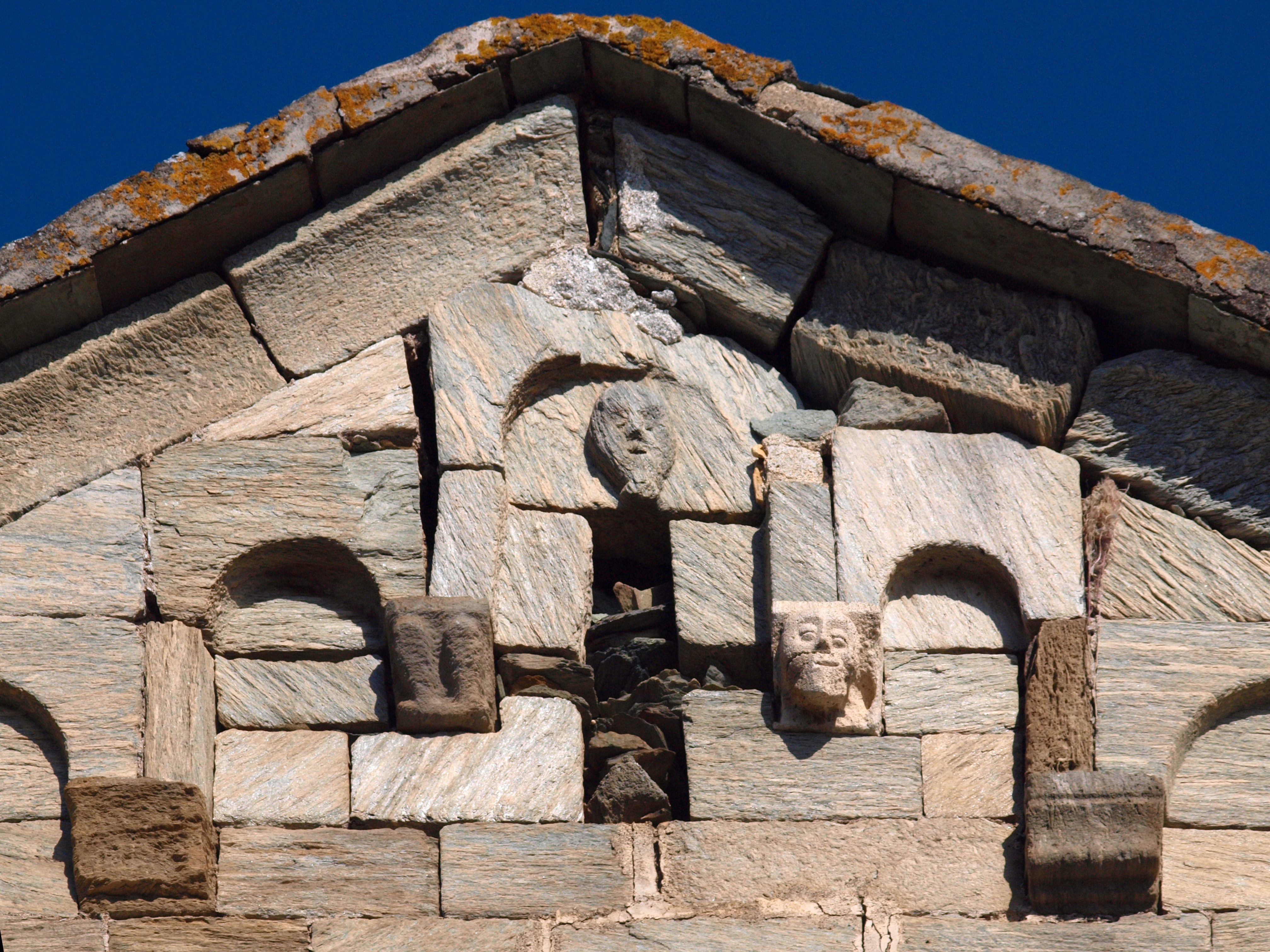
Détail de la corniche.
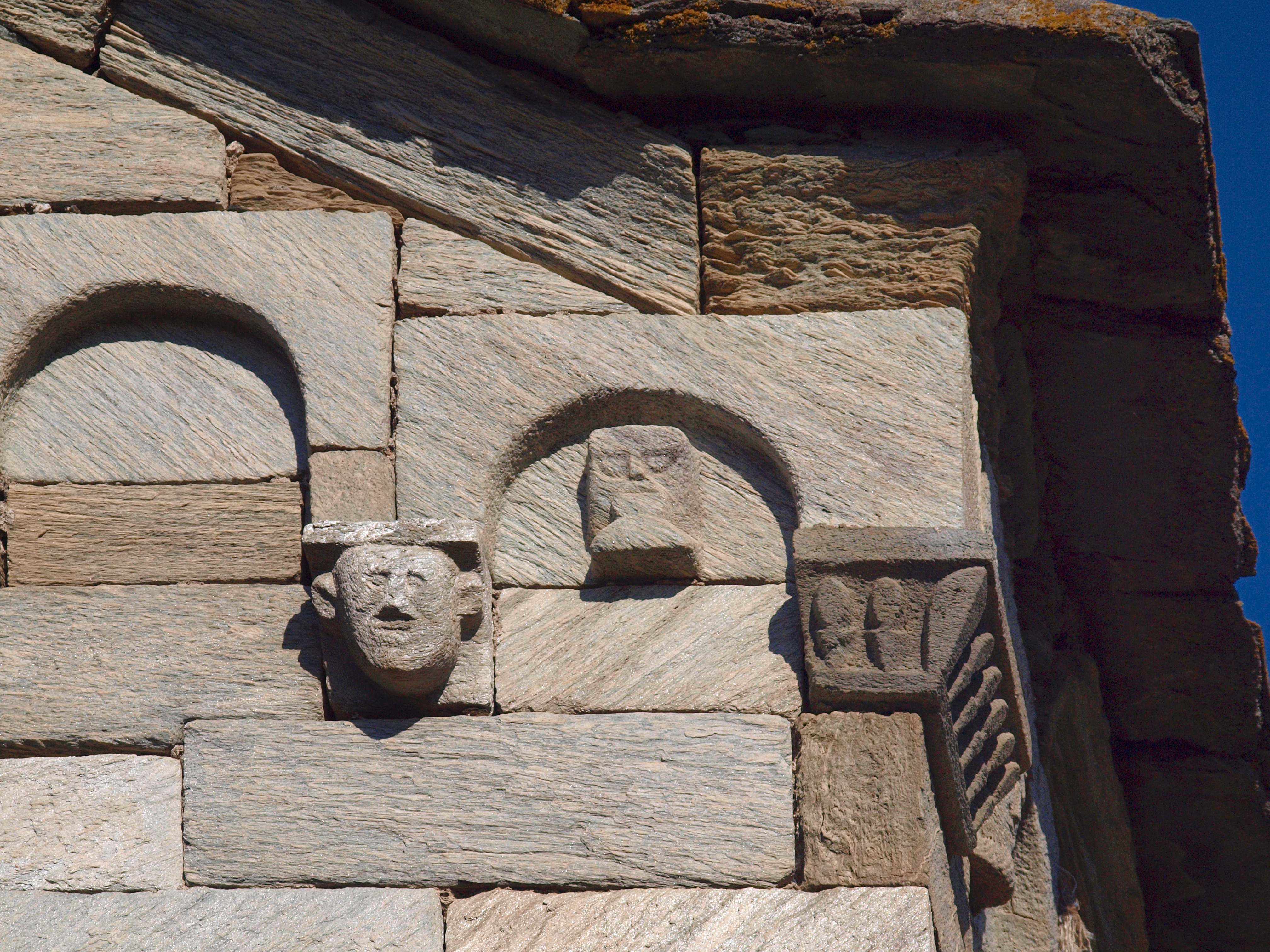
Détail de la corniche.
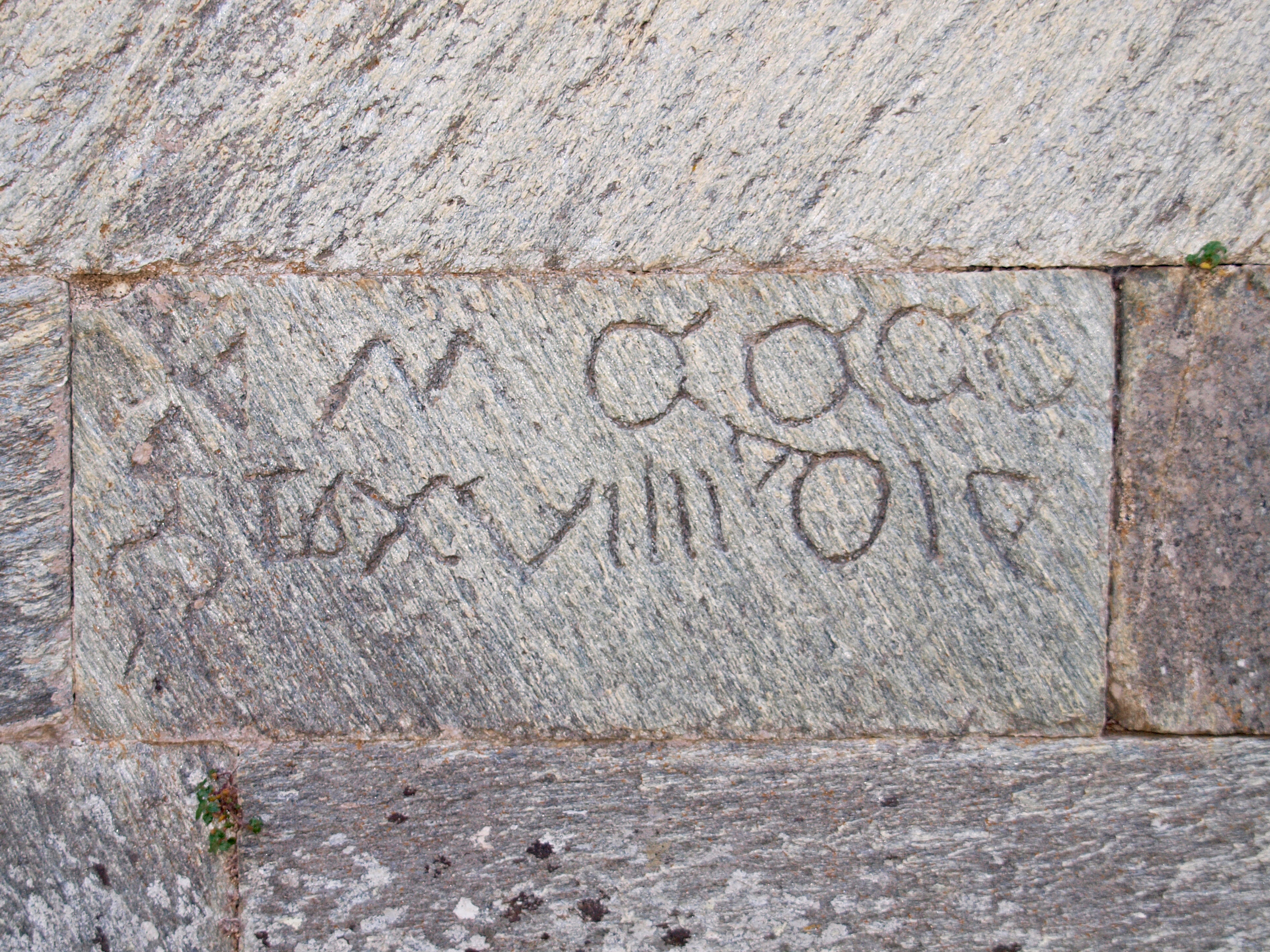
Pierre gravée façade nord.
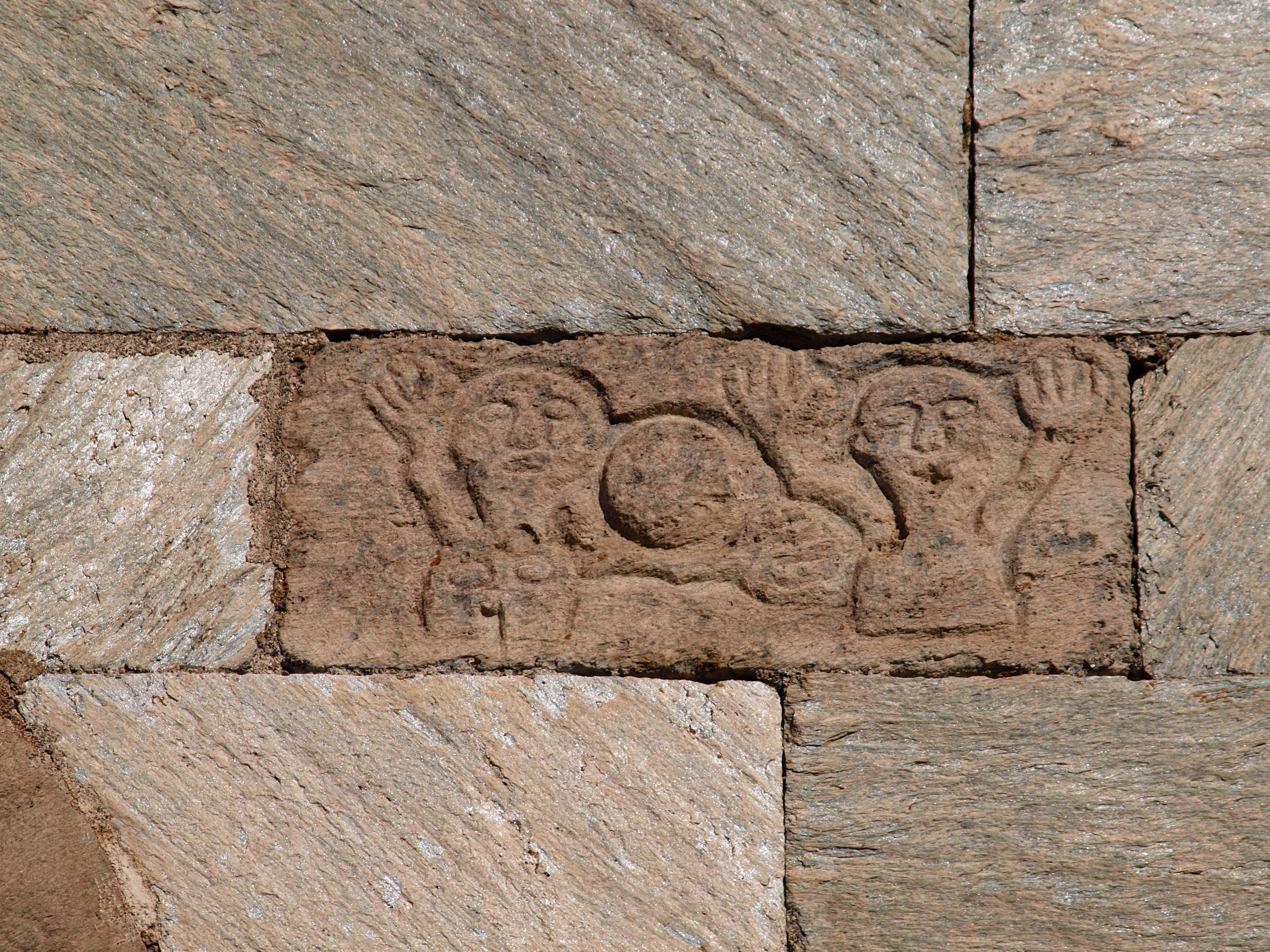
Pierre gravée en haut à droite de la porte.

#### Autres patrimoines religieux

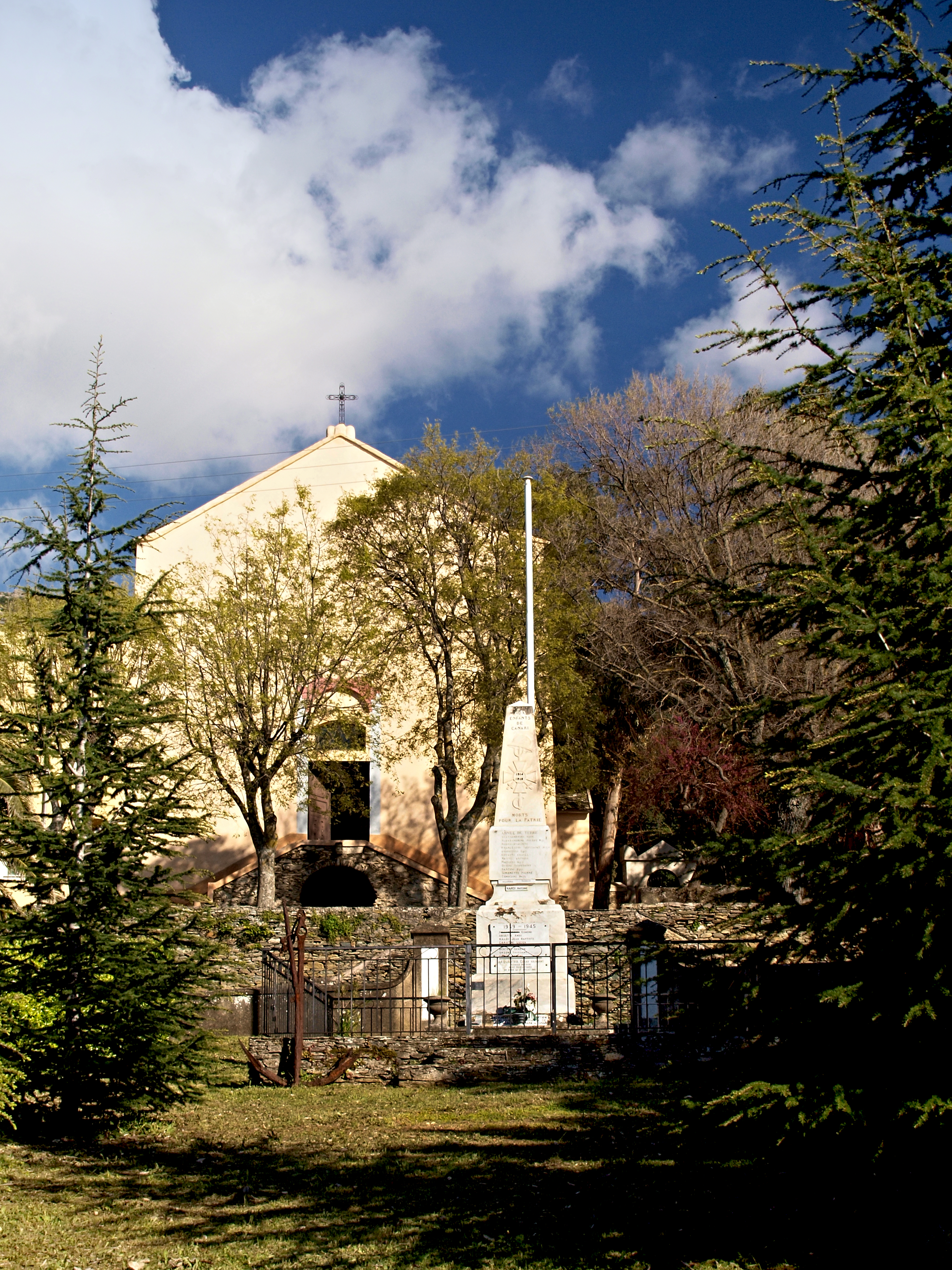
Monument aux morts et église Saint-François de Canari

- Le Campanile, place du Clocher au hameau de Piève.
- Cimetière proche du couvent Saint-François où sont enterrés les anciens seigneurs de Canari.
- Église San Tomasu à Marinca
- Église San Ghjuvanni Battista à Chine
- Chapelle Santa Maria Annunziata à Vignale, ouverte une fois l’an pour la fête de l’Annonciation.
- Chapelle de confrérie Santa Croce à Pianu / Chine. Les confrères organisent chaque 15 août une procession nocturne aux flambeaux en portant une statue de la Madonna à travers le village.
- Chapelle San Roccu à Olmi. Le lendemain du 15 août y est marqué par la distribution de petits pains.
- Chapelle San Pietru à Pinzuta
- Vestiges de l’ancienne chapelle San Ghjuvanni.
- Chapelle Santa Catalina à Imiza, restaurée en 1975.
- Chapelle de Sant' Agostinu ruinée, à 300 m au Nord de Linaghje, ancienne monacchia (ermitage chargé d'une action missionnaire) du Xe siècle. C'est un édifice remarquable, construite en magnifiques dalles de schistes gris et vert bilieux, pierres locales.
- Chapelle Sant' Eramu (ou San Teramu), ancienne monacchia. Ses ruines sont situées à 600 m à l'ouest de Linaju près de la D 33 dite route « petite corniche ».

### Patrimoine culturel

#### Le Conservatoire du Cap Corse
Le Conservatoire du Cap Corse situé dans l'ancien couvent Saint-François propose deux expositions permanentes, l'une consacrée aux costumes traditionnels du Cap corse reconstitués à partir des travaux de recherche de l’ethnologue Rennie Pecqueux-Barboni, l'autre aux photographies anciennes collectées dans les collections familiales du village sous l'égide d'Elizabeth Scaglia.
Ouvert de Mai à Septembre, Le Conservatoire du Cap Corse accueille les visiteurs hors saison sur demande auprès de la mairie.

### Patrimoine naturel

#### ZNIEFF
Canari est concernée par deux zones naturelles d'intérêt écologique, faunistique et floristique de 2e génération :
Chênaies vertes du Cap Corse
La zone concerne les chênaies vertes s'étendant sur une superficie de 4 563 ha de 15 communes du Cap Corse, depuis la commune de Farinole, à la base ouest du cap, jusqu'à la commune de Rogliano au nord-est et à la commune de Morsiglia au nord-ouest.
Sur la commune de Canari et celle de Barrettali, une chênaie verte, à la forme allongée, occupe un terrain volcanique sur un socle schisteux. Longeant la côte occidentale de 50 mètres à 800 mètres du rivage de la Punta di Canelle jusqu'à la marine de Giottani, elle s'étend ensuite à l'intérieur des terres. Elle est longée par les routes D 33 et D 80. Dominée par la chaîne montagneuse du Monte Alticcione (1 139 mètres), de nombreux ruisseaux occupent le fond de ses vallons. Sa végétation est entièrement constituée de chênes verts mais on trouve aussi autour des hameaux de Conchigliu et de Chiesa, de petits peuplements d'oliviers, de chênes lièges et de pins maritimes.
Crêtes asylvatiques du Cap Corse
La zone d'une superficie de 6 387 ha, englobe la quasi-totalité de la crête centrale du Cap Corse. La limite sud de la ZNIEFF est identifiée par le col de Teghime (commune de Barbaggio). Son intérêt réside en sa fonction d’habitat pour les populations animales et végétales. Elle comporte une faune et une flore classée comme déterminantes avec 25 espèces végétales, dont une colonie de reproduction de petit rhinolophe (Rhinolophus hipposideros), deux couples d’aigle royal (Aquila chrysaetos), et du lézard de Fitzinger (Algyroides fitzingeri).

### Personnalités liées à la commune
- Francescu Canari (1613 - 1686) - auteur et juriste.
- Antonio Paoli (en) (1871-1946) - chanteur d'opéra, fils de Dominique Paoli Marcantetti, de Canari
- Jeannette Colombel - écrivain proche de Jean Paul Sartre.
- André Glucksmann - Philosophe, écrivain.
- Noël Mamère  - ancien journaliste, écologiste, avocat, écrivain.
- Roger Caratini (1924-2009) -  écrivain et encyclopédiste. Son père était originaire du Cap Corse.